# 南海本線
南海本線（なんかいほんせん）は、大阪府大阪市中央区・浪速区の難波駅から和歌山県和歌山市の和歌山市駅までを結ぶ南海電気鉄道の鉄道路線。
「本線」という路線名ではなく、社名略称を冠した「南海本線」が正式な路線名である。南海本線自体を指して、または南海本線に接続する各支線（高野線・汐見橋線・空港線以外の路線）を含めて通称南海線と呼称される。路線シンボルマークは、波しぶきをイメージしたもの（）で、ラインカラーは青。

## 概要
高野線と並ぶ南海電鉄における主要路線である。南海本線単体としては大阪市 - 和歌山市間の都市間連絡及び大阪市への通勤・通学輸送を担う近郊路線である。また、空港線を経由する関西国際空港（関空）へのアクセス路線（空港連絡鉄道）でもあり、大阪ミナミの繁華街に位置する起点の難波駅は外国人観光客（インバウンド）を含む多くの関空利用者にとっての玄関口としての役割も果たしている。さらには、和歌山港線を経由する和歌山港へのアクセス路線の性格も帯びており、和歌山港 - 徳島港間を運航する南海フェリーとともに関西・四国連絡ルートを形成している。また、高野線が岸里玉出駅から難波駅まで当路線の線路別複々線区間に直通運転しており、起点の難波駅は高野線のターミナル駅にもなっている。
大阪平野では南海本線の東側（山側）に競合路線の西日本旅客鉄道（JR西日本）阪和線が並走しているが、大阪府と和歌山県の県境付近における経路は大きく異なっており、距離は短くなるが山岳区間が長い雄ノ山峠越えの阪和線に対して、南海本線は距離は長くなるが山岳区間が短い孝子峠越えで和歌山市へ至る。
全線でPiTaPaおよびICOCAなどPiTaPaと相互利用可能なIC乗車カードが利用できる。ただし、割引サービスまたはICカード登録型minapitaポイント還元サービスはPiTaPaおよびICOCAのみが対象となる。

### 路線データ
- 路線距離（営業キロ）：難波駅 - 和歌山市駅間 64.2 km
- 軌間：1067mm
- 駅数：43駅（起終点駅および今宮戎駅・萩ノ茶屋駅を含む）
- 複線区間：
  - 複々線：難波駅 - 住ノ江駅間（難波駅 - 岸里玉出駅間では高野線との線路別複々線、岸里玉出駅 - 住ノ江駅間では緩行線と急行線との方向別複々線）
  - 複線：住ノ江駅 - 和歌山市駅間
- 電化区間：全線電化（直流1500V）
- 閉塞方式：自動閉塞式
- 最高速度：110 km/h
- 混雑率：109%（2021年度：粉浜駅→岸里玉出駅間 7:26 - 8:26）[4]

## 沿線概況
難波駅 - 住ノ江駅間は複々線であり、このうち難波駅 - 岸里玉出駅間は線路別複々線で、東側2線は高野線の列車が使用している。今宮戎駅と萩ノ茶屋駅は西側2線にホームがなく、南海本線の列車はすべてこの2駅を通過する。そのため、高野線の最下位種別の列車は「各駅停車」と呼ぶのに対し、南海本線の最下位種別の列車は「普通」あるいは「普通車」と呼んでいる（「普通（普通車）」の解説も参照）。岸里玉出駅 - 住ノ江駅間は方向別複々線で、下りの外側線、上りの内側線は普通、下りの内側線、上りの外側線は準急以上の列車が走る。
立体交差化については、難波駅 - 石津川間、羽衣 - 高石間、松ノ浜駅 - 大津川間、岸和田駅周辺、貝塚駅 - 二色浜駅間の近木川周辺、泉佐野駅周辺で高架化が完成している。2025年3月時点では、石津川 - 羽衣間で高架化工事を進めており、2030年度末に高架切り替えを完了する予定である。堺市が開催した第2回公共事業評価監視委員会の資料では、2024年度末の予定だった。第7回公共事業評価監視委員会の資料では、2025年度末の予定だった。羽衣 - 高石間は、2021年5月22日に高架化が完了した。2015年に開催した大阪府の第3回建設事業評価審議会の資料によれば、羽衣 - 高石間の上り線高架切り替えは、2019年春の予定だった。高野線や、南海本線と併走するJR阪和線と比較しても相当進んでおり、いわゆる「開かずの踏切」の問題や、それに起因する交通渋滞についても、先述の周辺路線と比べてかなり解消されてきている。
沿線には、都心の高層ビル群や工業地帯のほか、日本の大手私鉄ではあまり例のない「線路沿いに海岸線が至近距離から見える区間」がある一方で、短距離ながら峠越えのトンネルもあるなど、車窓からはバラエティに富んだ風景が見られる。また、路線自体の長い歴史も相まって、開業以来現在まで民営を貫いてきた路線として唯一、『鉄道唱歌』において当線の駅や沿線風景が歌われている。
以下に示す記述はすべて難波→和歌山市方向における記述であり、逆方向に関しては順序が逆で、その風景が見える方向も左右逆となる。

### 難波駅 - 泉佐野駅間
始発の難波駅は9面8線、のりばは1 - 9番線の構造を持ち、南海本線の列車はこのうち5 - 8番線の西側4線を使用する（9番のりばは8番線の降車側で、特急ラピートの専用のりば）。難波駅を発車するとすぐ右にカーブし、右手になんばパークス（旧大阪スタヂアム〈大阪球場〉跡地）・ヤマダデンキLABI1なんば・クボタやニコニコのりの本社社屋・南海電気鉄道本社の入る南海なんば第1ビルなどを、左手に日本橋電気街（でんでんタウン）などを見ながら、阪神高速1号環状線をくぐり、高野線の各駅停車のみが停車する今宮戎駅（南海本線側にホームはない）を通過、国道25号を越え、左手に通天閣が見えると程なくJRとの接続駅であり全列車停車駅の新今宮駅に着く。新今宮駅と2駅先の天下茶屋駅の南海本線下り線ホームは、ともに高野線の上り線と島式の同一面ホームである。新今宮駅の下を通るJRの大阪環状線・関西本線（いずれも高架線）を高々架で跨ぎ、左右に釜ヶ崎あるいはあいりん地区と称されるドヤ街を、また左手遠方には高さ日本一の高層ビル・あべのハルカスを望みながら、やはり高野線の各駅停車のみが停車する萩ノ茶屋駅（南海本線側にホームはない）を通過すると、全列車停車駅である天下茶屋駅。かつてはこの駅から天王寺支線が分岐していたが、1993年に大阪市営地下鉄堺筋線（現在のOsaka Metro堺筋線）が同駅まで延長されてからは、その一部区間が代替を担っている。1980年までは南海の車両工場もあったが、同年高野線千代田に移転し、跡地には大阪フィルハーモニー交響楽団の練習場やスーパーマーケットが建っている天下茶屋を出て高野線の事実上の本線が左に分かれると同時に、右側から同線の事実上の支線である通称「汐見橋線」が近づいてくると島式ホームの岸里玉出駅。岸里玉出駅は、高野線ホームが長い連絡通路を経た東側に、汐見橋線の単式ホームが本線の西側にある構造。この駅を境に線路は線路別複々線から方向別複々線となり、緩急分離運転が行われる。またこの複々線区間では住ノ江検車区への出入庫の回送電車も多く列車密度が高い。粉浜駅を過ぎて左側に住吉大社の社地が、右側に住吉公園が見えると住吉大社駅、国道479号（大阪内環状線）を乗り越えながら右にカーブをすると右側に住ノ江検車区を併設する住ノ江駅。複々線区間はここで終了し、右から近づいてくる阪神高速15号堺線を斜めにくぐりながら大和川橋りょうを渡って堺市に入り、地下を通る阪神高速6号大和川線を乗り越えながら右にカーブをすると七道駅に至る。駅手前のカーブの右側には、阪神高速の鉄砲出入口の掘割とイオンモール堺鉄砲町があるが、この場所は富士フイルムホールディングスの源流でもあるダイセル化学工業（撤退当時の名称。現在の「ダイセル」）の発祥の地である同社本社・大阪製造所堺工場の跡地であり、旧社屋にあった「堺セルロイド」時代からの赤レンガ建築の古い建物が、同モール敷地内にモニュメントとして残っている。七道駅を出て、ほぼ直線状にしばらく進むと最初の緩急接続駅である堺駅に着く。
堺駅を過ぎると周辺には住宅地や商業地のほかに、阪神高速4号湾岸線や、堺泉北臨海工業地帯の工場群が右側の車窓に近づき、また左手遠方には仁徳天皇陵や履中天皇陵とされている巨大な墳丘が見えるようになる。堺市の目抜き通りの一つであるフェニックス通り（国道26号。府道2号大阪中央環状線とも重複）を乗り越えた後、湊駅、石津川駅を過ぎて石津川を渡ると、線路は難波からここまで続いてきた高架を下りて地上に移る。上下ホームが千鳥式に配置された諏訪ノ森駅に近づく頃から、あたかも阪神間モダニズムを想わせるような高級住宅街が線路の周辺に見え始める。右側に浜寺公園が見えると阪堺電気軌道阪堺線をくぐって浜寺公園駅。この駅の旧駅舎と諏訪ノ森駅上りホームの駅舎は国の登録有形文化財に登録されている。線路はその後仮線を経由して高架へ移る。高石市に入り、程なく高師浜線・JR羽衣線（阪和線支線）との乗り換え駅である羽衣駅に着く。この駅手前左側の高架上に、JR羽衣線の東羽衣駅がある。かつてこの周辺が海水浴場などを有する行楽地であったことから、1990年代まで、羽衣駅の周辺には大規模な観光旅館がいくつか存在したが、現在はいずれも廃業し、姿を消している。またこの駅付近の踏切は、JR阪和線を建設した阪和電気鉄道と南海との熾烈な競争の象徴でもあったが、南海の連続立体交差事業（高架化）に伴い、先述の通り2021年5月をもって廃止された。
高架化工事のため長期運休していた高師浜線は高架化工事が完成、線路はしばらく右側を並走するがのち右側に分岐して海側に離れていく。本線はそのまま直進し新興住宅街の間をしばらく進むと待避線のある高石駅。線路はその後地上に降りて堺泉北道路をくぐると泉大津市に入って北助松駅に着く。府道38号富田林泉大津線の跨線橋をくぐった後すぐに高架に上がり、松ノ浜駅、続いて島式2面4線の泉大津駅に至る。泉大津駅は急行以下の種別の停車駅であるが、例年夏期に周辺で大規模な野外ロック・フェスティバルが開かれるため、当日には一部の特急列車が臨時停車するほどの賑わいを見せる。
泉大津を出ると線路は左にカーブをする。大津川を渡ると線路は地上に下り、忠岡町に入ると同町唯一の駅である忠岡駅に達する。すぐに岸和田市に入り、府道40号岸和田牛滝山貝塚線の跨線橋をくぐりながら右にカーブをすると、右側に岸和田競輪場が見えて春木駅に至る。和泉大宮駅を過ぎて高架を上がり、右にカーブをすると、岸和田だんじり祭の時期に大きな賑わいを見せる岸和田駅に着く。
岸和田を出ると再び右にカーブをして、右側に岸和田城を見ながら高架を下りると蛸地蔵駅、さらにカーブを繰り返しながら貝塚市に入ると、水間鉄道水間線との乗り換え駅である貝塚駅に至る。水間線が左に分かれた後、南海の線路はやがて高架に上がるが、府道40号岸和田牛滝山貝塚線を乗り越えて左右にカーブをすると程なく地上に下りる。このあたりから徐々に住宅地のほかに田園地帯が広がり始める。二色浜駅を過ぎると線路はその後しばらくの間ほぼ直線状になり、関西国際空港の玄関口である泉佐野市に入って鶴原駅、井原里駅と続く。その間に、右前方にはりんくうゲートタワービルやりんくうプレジャータウンSEACLEの大観覧車が見え始める。線路は程なく高架を上がり、右にカーブをすると、空港線との乗り換え駅であり、また大阪市内駅をのぞく南海本線唯一の全種別停車駅でもある泉佐野駅に着く。この駅は待避設備のほかに乗り換え専用ホームを有する島式3面4線の構造となっており、ダイヤ上も和歌山市方面と関西空港方面の列車が容易に対面乗り換えできるように配慮されている。

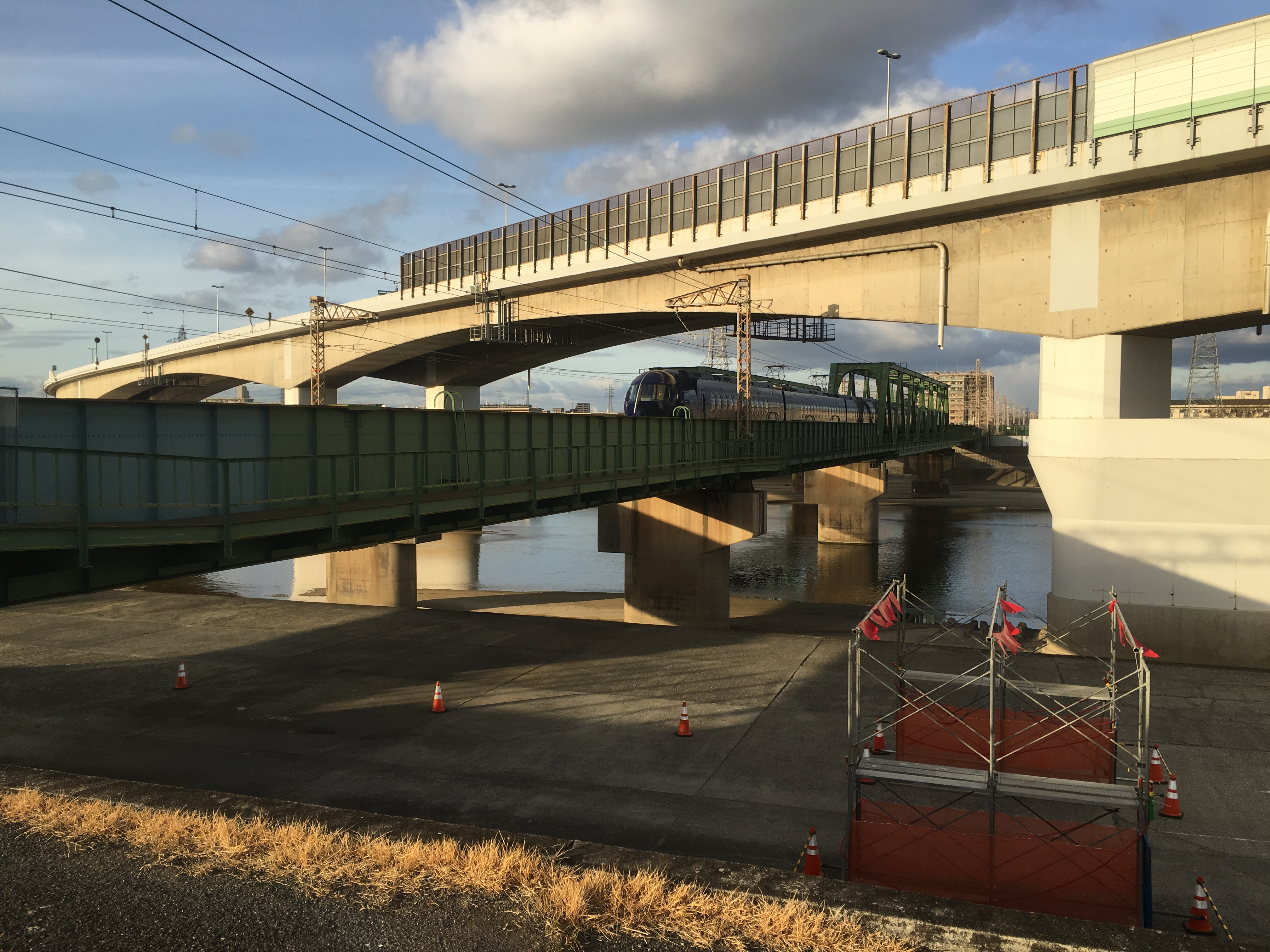
大和川橋りょうを渡る特急「ラピート」。直上を阪神高速が斜めに立体交差する
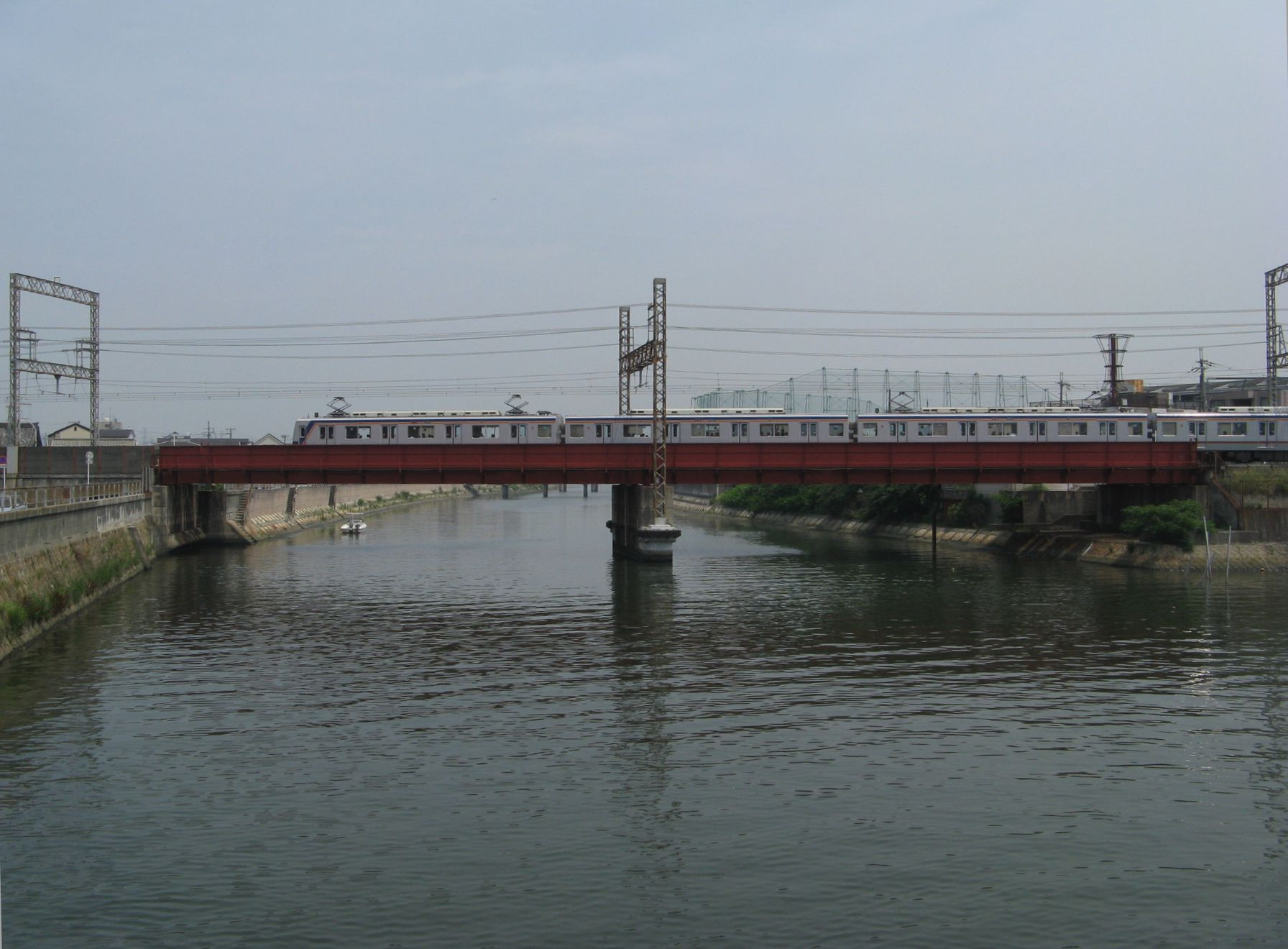
石津川を渡る列車
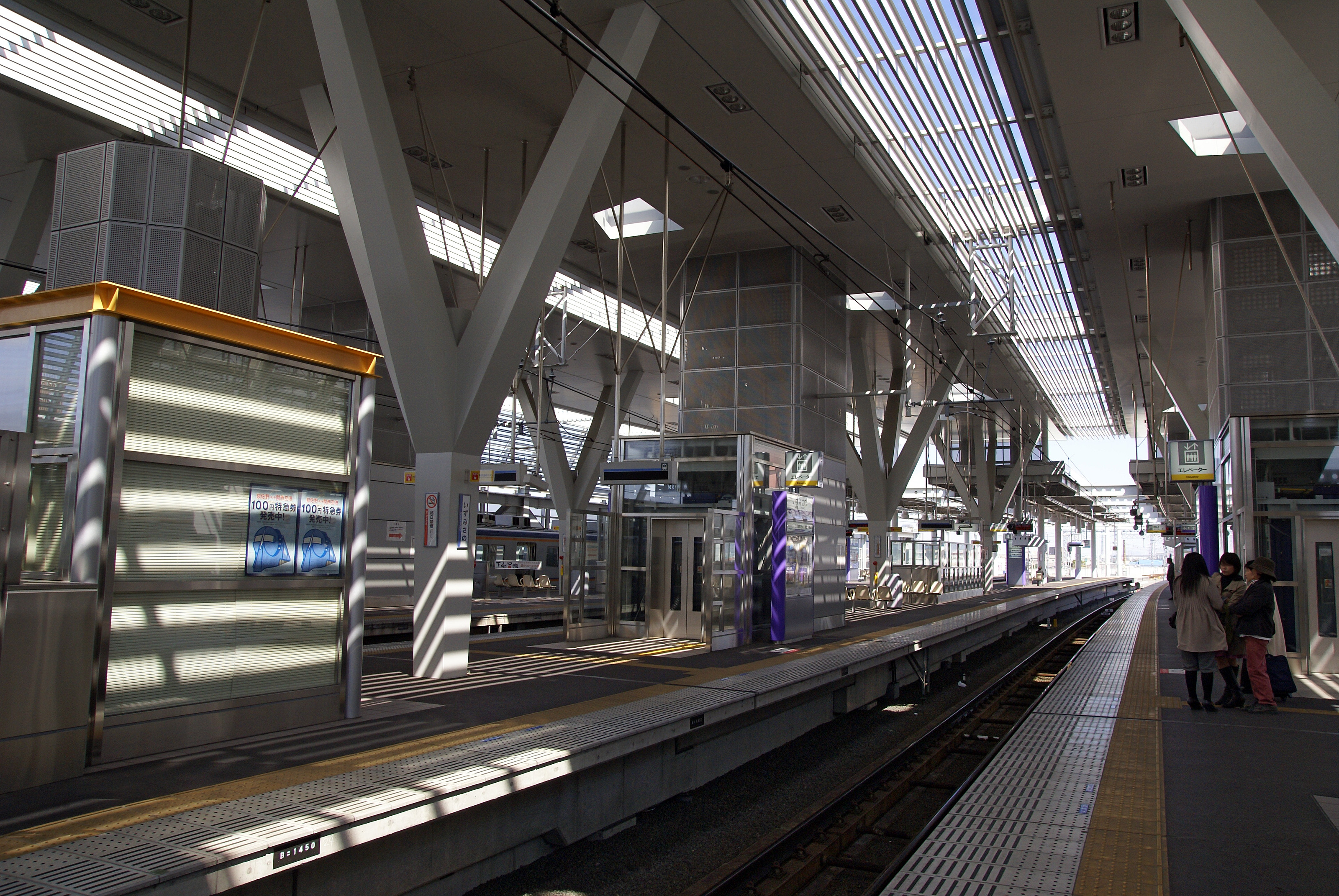
泉佐野駅ホーム。空港線との乗り換えの利便性を図るため島式3面4線となっている

### 泉佐野駅 - 和歌山市駅間
泉佐野駅を出ると、空港線としばらく線路を共用するが、左にカーブするとすぐに空港線は右側に分かれる。高々架のJR関西空港線・関西空港自動車道、地上を通る国道481号と立体交差すると線路は地上に下り、住ノ江検車区羽倉崎検車支区を併設する羽倉崎駅。ここからはラッシュ時を中心に本数が減少する。左側には同検車支区、右側にはかつての巨大な紡績工場（阪本紡績）の跡地に建つ高層マンション群や商業地を見ながら田尻町に入る。府道63号泉佐野岩出線と重複する府道204号堺阪南線（旧国道26号）の跨線橋をくぐると吉見ノ里駅。樫井川を渡り泉南市に入ると岡田浦駅。ここから樽井駅までの区間はかつて右側の車窓から大阪湾を間近で見ることができたが、現在は埋め立てが進み、りんくうタウンが造成され、車窓からはイオンモールりんくう泉南などの商業施設やいくつかの工場などが見えるようになっている。2か所の道路橋をくぐり、樽井駅を過ぎて府道63号泉佐野岩出線のバイパスの跨線橋をくぐってから男里川を渡ると阪南市に入り、同市の中心駅で特急サザンも停車する尾崎駅に着く。
尾崎を出て左右にカーブし、鳥取ノ荘駅を過ぎると右側の車窓に大阪湾の海岸線が間近に迫り、遠くには関西国際空港や空港連絡橋も望むことができる。また左側には府道752号和歌山阪南線（旧国道26号）も並走する。一旦海岸線から離れ、阪南スカイタウンなど周辺の住宅開発がめざましい箱作駅に至る。ここから先はカーブの連続区間となり、優等列車も若干速度を落として運転を行う。再び海岸線が見え始め、箱作海水浴場（ぴちぴちビーチ）やせんなん里海公園が連なる。途中、階段を伴った空き地が線路両脇にあるが、これはかつて計画されていた箱の浦駅の建設を途中で断念した名残である。再び海岸線から離れると線路は岬町に入り、周辺に古墳が点在する淡輪駅を過ぎると、右前方に2020年3月で閉園した遊園地「みさき公園」や長松自然海岸を擁する大阪湾の海岸線が見え始め、程なく同公園の最寄り駅であり、また多奈川線の乗り換え駅でもあるみさき公園駅に着く。
みさき公園駅は、盛土上にホームをもつ構造となっており、その直下を府道752号和歌山阪南線がアンダークロスする。多奈川線は同駅を出た後しばらく右側を並走するが、やがて同線が大きく右に分かれると同時に南海本線も大きく左にカーブをする。ここからは雰囲気が一変して山間の区間となって駅間距離も長くなり、府道752号和歌山阪南線がすぐ右側を、やや遅れて第二阪和国道バイパス（国道26号）もすぐ左側を並走するようになる。途中、右側の車窓から煉瓦造の建造物（深日変電所）が見えるが、この場所にはかつて深日駅があった（1944年休止、1958年廃止。現在もホームの跡が残る）。いくつかのカーブを経て孝子駅を過ぎると第二阪和国道バイパスが左へ分かれていき、線路はいよいよ上りの急勾配区間に差し掛かる。孝子峠を越える第一孝子越隧道（孝子トンネル）内で大阪府と和歌山県の府県境を通過し、同県和歌山市に入る。トンネルを抜け下り勾配に差し掛かり、県道752号和歌山阪南線のガードをくぐると、南海で最も新しい駅で「ふじと台」の副駅名を持つ和歌山大学前駅に着く。イオンモール和歌山が当駅の左側すぐ掘割上にあり、周辺は週末を中心ににぎわいを見せる。沿線は徐々に開けてきて、左側にふじと台の住宅地や和歌山大学のキャンパス群、右側には「ノーリツプレシジョン」（旧ノーリツ鋼機の写真処理機器関連部門。同事業譲渡前の同社本社）や「NKアグリ」（ノーリツ鋼機グループの生鮮野菜製造業者）の本社工場、遠方には和歌山市街などを見ることができる。やがて2本の短いトンネル（第二貴志隧道・第三貴志隧道）をくぐりながら大きく左にカーブをして県道752号和歌山阪南線と分かれ、住宅地の中を通りながら県道7号粉河加太線の跨線橋をくぐると、右側から加太線が近づいてきて、同線との乗り換え駅である紀ノ川駅に至る。ゆるやかに右にカーブしながらさらにしばらく進むと、紀の川に架かる紀ノ川橋梁を渡り、築堤を下りながら右にカーブをする。県道15号新和歌浦梅原線をくぐり、右側に和歌山競輪場が見え、左側から近づいてくるJR紀勢本線と並走を始めると、右側に住ノ江検車区和歌山出張場を併設する終点の和歌山市駅に到着する。同駅は和歌山駅と並び、和歌山市を代表する駅の一つである。和歌山市駅の手前には非電化の国社分岐線があり、かつてはこの分岐線を通って紀勢本線への直通列車が走っていた。線路は一部ののりばをのぞいて、その先にある単線の和歌山港線へと続いていく。

## 運行形態
都市間および四国連絡特急として難波駅 - 和歌山市駅・和歌山港駅間で特急「サザン」が運転されている。「サザン」は通勤形車両の自由席車（別途料金不要）と、特急形車両を使用した指定席車（座席指定料金が必要）を連結して運行している。また、関西国際空港が開港した1994年からは空港線に直通する空港アクセス列車として難波駅 - 関西空港駅間に特急「ラピート」（「ラピートα」「ラピートβ」）および空港急行が運転されている。「ラピート」はレギュラーシートとスーパーシートの2種類があり、いずれも全席指定で特急料金が必要である。
このほか、急行・-急行-・区間急行・準急行・普通が運転されている。

### 運行本数とダイヤ
早朝・深夜の一部の普通を除き難波駅発着である。

#### 朝ラッシュ時間帯
朝ラッシュ時間帯の上りダイヤは、「ラピートβ」が1時間に2本、「サザン」が1時間に2本、その他急行・空港急行・区間急行・準急行（平日のみ）・普通が運転されている。また、準急行はこの時間帯のみ運転される。下りダイヤは、「ラピートα」が1時間に2本、「サザン」が1時間に2本、その他急行（土曜・休日は早朝のみ）・空港急行・区間急行・普通が運転されている。

#### 昼間時間帯
日中の1時間ごとの運行本数（岸里玉出駅以北の高野線列車は除外。空港線・加太線直通列車を含む）をまとめると以下のようになる。
| 種別＼駅名    | 難波  | …     | 泉佐野 | 泉佐野    | …         | 紀ノ川    | 紀ノ川    | 和歌山市  |
| ------------- | ----- | ----- | ------ | --------- | --------- | --------- | --------- | --------- |
| 特急ラピートα | 1本   | 1本   | 1本    | →関西空港 | →関西空港 | →関西空港 | →関西空港 | →関西空港 |
| 特急ラピートβ | 1本   | 1本   | 1本    | →関西空港 | →関西空港 | →関西空港 | →関西空港 | →関西空港 |
| 特急サザン    | 2本   | 2本   | 2本    | 2本       | 2本       | 2本       | 2本       | 2本       |
| 空港急行      | 4本   | 4本   | 4本    | →関西空港 | →関西空港 | →関西空港 | →関西空港 | →関西空港 |
| 普通          | 4本   | 4本   | 4本    | 4本       | 4本       | 4本       | 4本       | 4本       |
| 普通          | 加太← | 加太← | 加太←  | 加太←     | 加太←     | 加太←     | 2本       | 2本       |

#### 夕ラッシュ時間帯以降
平日夕ラッシュ時間帯の下りダイヤは、「ラピートβ」が30分間隔で1時間に2本、「サザン」が30分間隔で1時間に2本、急行・空港急行・区間急行が合わせて約10分間隔で1時間に6本（18時台のみ7本）、普通が約10分間隔で1時間に6本運転されている。普通の一部は関西空港・羽倉崎・樽井・みさき公園駅行きである。上りダイヤも「ラピート」の半数（関西空港20時台以降発はすべて）が「ラピートα」となることを除きおおむね同じ本数だが、パターンダイヤとはなっていない。
土曜・休日の夕方・夜間は、基本的に昼間時間帯と同じであるが、下りの「ラピート」がすべて「ラピートβ」となる、関西空港20時台以降発の「ラピート」がすべて「ラピートα」となる、一部の上り列車の待避パターンが異なるといった相違点がある。
南海線のダイヤの特徴として、上りの最終列車が比較的遅い時間帯に存在することが挙げられる。平日、土曜・休日とも関西空港駅23時55分発の空港急行に泉佐野駅で接続する普通が羽倉崎駅以北の上り最終列車で、難波駅には0時58分に到着する。

### 列車種別
以下に特急「ラピート」「サザン」をのぞいた種別の運行概況を示す。「ラピート」および「サザン」については当該項目を参照。「ラピート」は堺駅・岸和田駅を通過する「ラピートα」と、この2駅にも停車する「ラピートβ」があるが、以下においてはどちらかだけに当てはまる場合以外は単に「ラピート」としている。各種別の現行の停車駅は下図および「駅一覧」を参照。

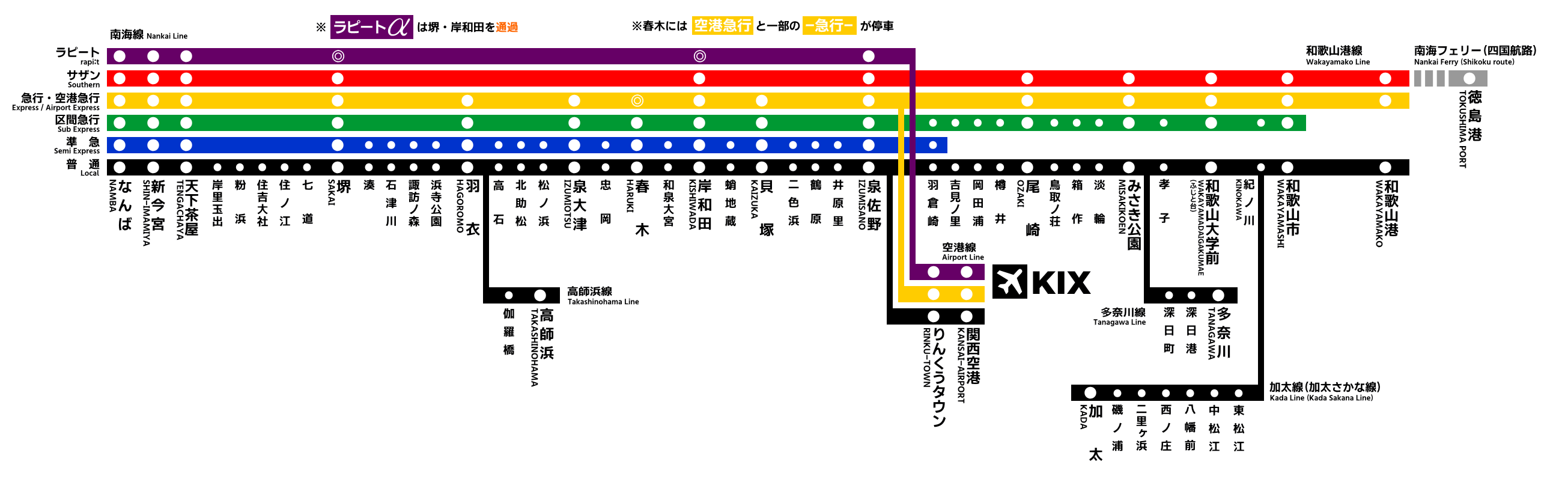
停車駅図

#### 急行
平日の早朝から朝ラッシュ時・夕ラッシュ時と、土曜・休日の朝に、難波駅 - 和歌山市駅・和歌山港駅間で運転されている。4扉車のみが使用される。6両編成と8両編成の運用があり、朝ラッシュ時の8両編成の上り列車に限り、和歌山市駅 → 天下茶屋駅間で、難波寄りから4両目が女性専用車両になる。
現行のダイヤでは下りは朝ラッシュ時を除いて特急に追い抜かれる列車はない。上りは岸和田駅で「ラピート」に抜かれる列車がある。また、平日朝ラッシュ時上りでは自由席車両が4両しかなく輸送力が不足する特急「サザン」のすぐ後ろを急行が続行運転するダイヤが組まれている。
英語表記は「Express」。白地幕時代の車両の方向幕には「急」と表示されていた。
かつては終日運転で、長らく日中に1時間あたり2本運転されていた。1993年4月改正で日中に1時間あたり3本設定されたが、2001年3月の改正で特急が尾崎駅への停車を開始し、泉佐野駅 - 和歌山市駅間で特急と停車駅が同一になったのと同時に、1時間あたり2本に減便された。さらに2005年11月のダイヤ改正で昼間・土休日の列車が実質上特急に格上げされ、難波駅 - 泉佐野駅間の急行停車駅の乗客の輸送は空港急行と区間急行が1時間あたり2本ずつ交互に担うこととなった。また、平日夕方ラッシュ時以降も改正以前は1時間あたり3本設定されていたが、うち1本が区間急行に格下げされ、その他深夜帯を中心に区間急行に格下げ、あるいは特急「サザン」に格上げされた列車も存在した。
初代1000系の現役時代は、特急列車と同じ車両が急行にも運用されていたが、現在は原則として特急用車両での急行の運用はない。

#### 春木駅停車の急行（-急行-・白線急行）

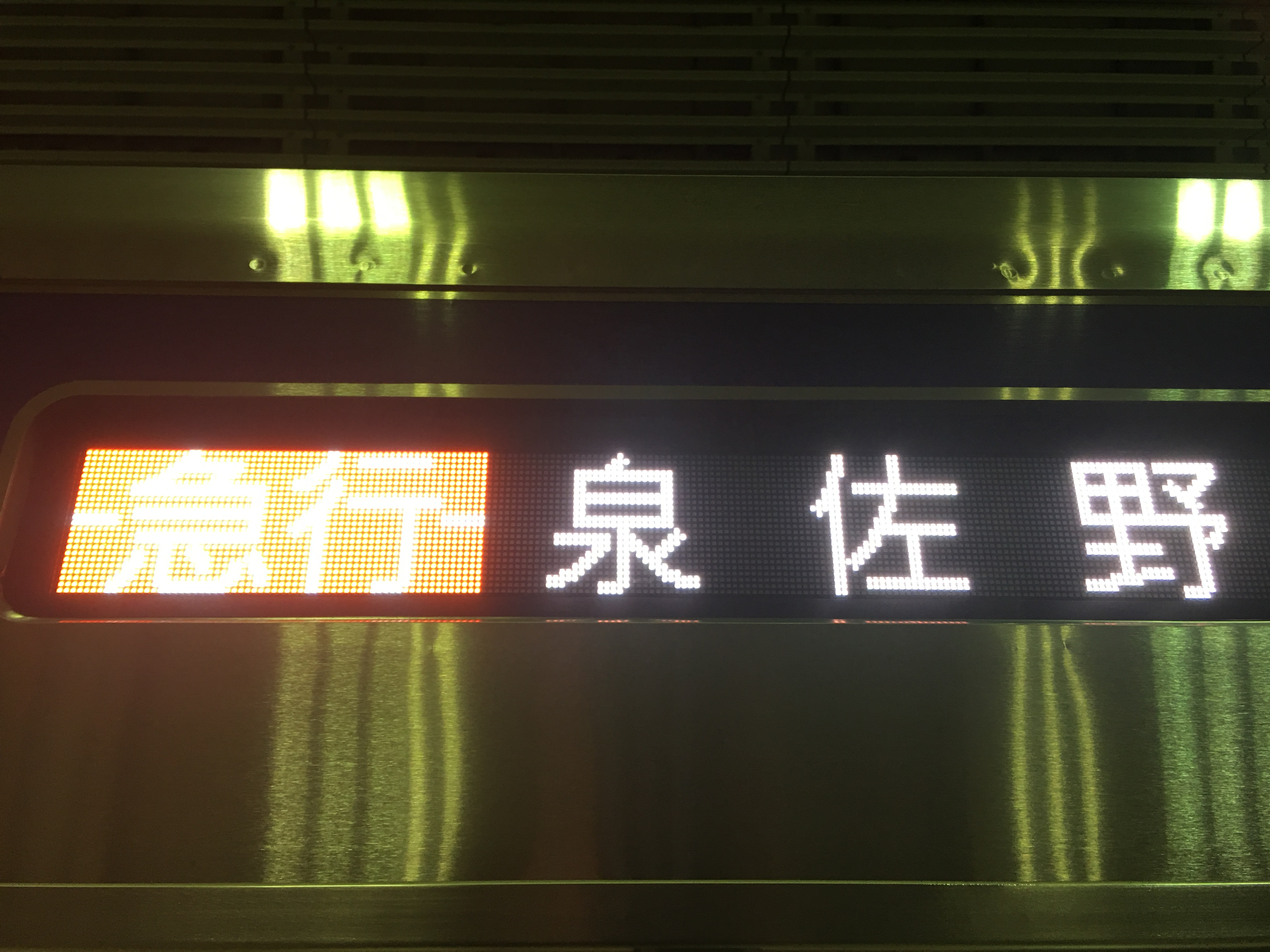
8300系電車の「-急行- 泉佐野」表示

通常の急行停車駅に加え春木駅に停車する急行。車両の種別表示幕（方向幕）に、朱地に白線を加えた白文字で「-急行-」（「急行」の文字は従来より小ぶり。旧式の表示幕の場合は「 - 急 - 」）と記載されていたために、鉄道ファンなどの間では「白線急行」と形容されている。現在は深夜に難波0時08分発の泉佐野行き（難波・新今宮・天下茶屋駅からの泉佐野方面への最終。堺駅と泉佐野駅で普通車羽倉崎行きに接続）下り1本のみが設定されており、4扉車による8両編成で運転されている。
後述の空港急行および羽倉崎駅発着の区間急行の前身として、難波駅 - 泉佐野駅・羽倉崎駅間で定期列車が頻繁に運転されていた。また、難波駅 - 多奈川駅間で運転された多奈川線直通の淡路航路連絡急行「淡路号」もこれに含まれていた。春秋の行楽シーズンや夏の海水浴シーズンには和歌山市駅まで延長運転され、盆や年末年始の帰省シーズンには特急運転時間帯以外に和歌山港駅まで延長運転されたため、これに対応した和歌山市・和歌山港行の「-急行-」または「- 急 -」表示の方向幕や赤い縁取りの標識板が用意されていた。なお、単なる「急行」として運転される春木駅通過の和歌山市駅発着の急行は、岸和田競輪開催時には春木駅に臨時停車するが「-急行-」としては運転されず、あくまで春木駅に臨時停車する「急行」として運転された。
1993年に多奈川線直通の急行「淡路号」が廃止。1994年6月の空港線開業に伴う種別整理により「空港急行」に名称を変更して運行区間を現在の難波駅 - 関西空港駅間に変更、その後9月の関西国際空港開港に伴うダイヤ改正で羽倉崎駅発着（車庫引き上げを兼ねて運転されるもの）は区間急行に統合され、定期列車としての運転は一旦消滅。その後は岸和田競輪開催時の春木駅臨時停車の急行が「-急行-」表示を掲げ運転されていたが、それも2005年の昼間時の急行廃止により姿を消した。その後、岸和田競輪開催による春木発の臨時急行を設定したこともあったが、2017年1月のダイヤ改正で現在の下り1本が久々の定期列車として設定されることになった。再設定当初から2017年8月の高野線ダイヤ改正までと2021年5月の南海線ダイヤ改正から2023年10月の南海線ダイヤ修正までは6両編成、それ以外の期間のダイヤでは8両編成となっている。
なお、空港急行が強風などの影響により空港線に入線できずに泉佐野止まりとなった場合は白線急行（「-急行- 泉佐野」表示）となることもあるが、泉佐野・羽倉崎までの停車駅は区間急行と同一であるため「区急」表示とすることもある。2018年9月6日から9月7日までの南海空港線不通時には、空港急行が臨時で羽倉崎発着となり、白線急行（下り列車は「-急行- 羽倉崎」、上り列車は「-急行- なんば」表示）として運転していた。
車両に方向幕が装備される以前は、先頭車に掲出されていた種別表示の丸い標識板が赤色で縁取りされたものであったため「赤丸急行」とも呼ばれていた。空港急行がこの急行を継承した列車であるため、方向幕故障時などに使われる「空港急 難波 - 関西空港」や、関西国際空港連絡橋の通行規制時に運転されるものの、方向幕に行き先が用意されていないりんくうタウン駅発着の空港急行に使われる「空港急 難波 - りんくうタウン」の標識板にも同様に赤い縁取りが施されている。

#### 空港急行
終日、空港線に直通して難波駅 - 関西空港駅間で、日中は1時間あたり4本運転されている。急行の停車駅（泉佐野駅以北）に春木駅が追加されている。前述の春木駅停車の急行（白線急行）を前身とする種別であり、1994年6月15日の空港線開業と同時に新設された。空港線内は各駅停車で、泉佐野駅を境に各駅停車となる点で、実質停車駅は区間急行と同じである。4扉車のみが使用される。6両編成の運用と8両編成の運用があり、朝ラッシュ時の8両編成の上り列車に限り、関西空港駅 - 天下茶屋駅間で、難波寄りから4両目には女性専用車両になる。昼間時間帯は終点まで先着するが、朝夕時間帯は特急に追い抜かされる列車がある。
関西国際空港への空港連絡列車であり、空港に接続する特急「ラピート」の補完にもなっているが、本線の急行輸送も担当しており、長期休暇期間・大型連休・盆・正月など、日本の海外・国内旅行シーズンの利用客が特に多い傾向があるほか、朝晩ラッシュ時を中心に混雑が目立ち昼間時や土休日でも比較的利用者が多い。ただ泉佐野駅 - 関西空港駅間に限れば朝の上り、夜間の下りはほぼ空気輸送状態になっている。
英語表記は「Airport Express」。種別を表す色は急行は車両の方向幕が全面朱色、駅の行先案内表示機（発車標）がオレンジ色であるのに対し、空港急行は黒地に朱色またはオレンジ色のアンダーラインが入り（日本語部分が黒地で朱色部分に「Airport Exp.」の英語表記種別が入る。なお、8000系・8300系のフルカラーLED表示では日本語では普通と同じく灰色に白字、英字ではオレンジ色に白字で表示）、また日本語部分に少々小さい上付き文字で「空港」の文字が入った「空港急行」という表記となっているなどの違いがあり、急行とは区別された扱いとなっている。また、関西空港行に限り種別・行先が一体となった幕式では朱色のアンダーラインの左側に、種別・行先幕が別々の1000系では行先幕の灰色のアンダーラインの左側に、8000系・8300系では種別と行き先の間に飛行機マーク（）がある。駅内や駅で配布される時刻表では、関西空港行きが同様の飛行機マーク、難波行きは二重丸（◎）で表記される。
強風などにより空港線関西空港駅まで入線できない場合は、臨時になんば駅 - りんくうタウン駅間で折り返し運転となるが、りんくうタウン行きの種別・行先方向幕がないため、車両側の方向幕では「関西空港行き」の表示として駅の発車標では「りんくうタウン行」の表示にするか、車両側でも別途非常用に用意されている「空港急行」の種別のみの方向幕と「空港急 難波 - りんくうタウン」の標識板を組み合わせるかいずれかで対応する。
空港線開業時のダイヤでは昼間時間帯は1時間に2本、夕方は1時間に3本の運転で、関西国際空港開港時のダイヤ改正では1時間に3本の運転であった。2005年11月のダイヤ改正で平日の日中以降・土休日の終日において1時間3本から2本に減便されたが、代わりに関西空港駅発着の普通が1時間あたり2本新設され、泉佐野駅で区間急行と接続を取るようになった。また空港急行自体も泉佐野駅で和歌山市駅行きの普通と相互接続して、泉佐野駅 - 和歌山市駅間での特急「サザン」や区間急行の補完的役割も担うこととなった。2014年10月のダイヤ変更では日中のみさき公園駅（一部和歌山市駅）発着の区間急行がと関西空港駅発着の普通が空港急行に変更になり（2017年1月のダイヤ改正で日中以外にも拡大）、さらにはそれまで土休日や日中を中心に上下ともに行われていた岸和田駅での特急「サザン」の待避がなくなり所要時間が短縮された。また日中以外でも大幅に増え、さらにほとんどの列車が終着駅まで先着している。
近年、関西国際空港へのLCC乗り入れや、インバウンド客の増加などにより、海外のSNSなどを通して安価な交通手段としての認知度が高まっており、スーツケースなどを持った外国人も急増し、慢性的な混雑やマナーの悪化が問題になっている。2017年1月のダイヤ改正以降、6両編成で運転される列車の一部を8両編成への増車や増発によって混雑対策に努め、2024年12月のダイヤ改正時点では大半が8両編成で運転されている。ただし、2021年5月のダイヤ改正から2023年10月のダイヤ修正までは新型コロナウイルス感染症の流行による利用客の減少を背景に8両編成の列車の約半数が6両に減車されていた。

#### 区間急行
朝と夕方以降に難波駅 - 羽倉崎駅・樽井駅・みさき公園駅・和歌山市駅間で運転されている。難波駅 - 泉佐野駅間は空港急行と同じ停車駅で、泉佐野駅 - 和歌山市駅間は各駅に停車する。朝ラッシュ時や、深夜（深夜は下りのみ）には羽倉崎駅始発・終着のものもあり、羽倉崎検車区への引き上げも兼ねた存在の速達種別といえる。
4扉車のみが使用される。羽倉崎駅以南（特急・急行停車駅をのぞく）のホーム有効長から原則として6両編成で運転されるが、羽倉崎駅発着の列車は8両編成で運転される列車もある。平日夕方ラッシュ時には泉大津駅・泉佐野駅・尾崎駅・みさき公園駅のいずれかで特急「ラピート」・「サザン」および急行に追い抜かれることが多く、終着駅まで先着する列車は少ない。
案内放送では「区間急行」であるが、時刻表や案内板の表記は「区急」である。英語表記は「Sub Express」。
関西国際空港開港以前は区間急行は高野線のみに存在する種別であったが、開港時のダイヤ改正で羽倉崎発着の急行・泉佐野以北で通過運転を行う準急（赤準急）の種別統合により本線にも登場した。種別色は高野線では長らく赤であったが、本線では当初から緑色である。非常用に用意されている「区間急」の標識板も縁取りと種別の文字に緑色が使われている。
かつては朝と深夜のみの運転であったが、2005年11月のダイヤ改正より泉佐野駅 - 和歌山市駅間の乗客減に伴い、大半の急行が特急に格上げされたために日中にも難波駅 - みさき公園駅間で運転され、急行の代替的な役割も担った。しかし、2014年10月のダイヤ変更で日中の列車が、さらに2017年1月と2019年4月のダイヤ改正で夕方以降の列車もほとんどが泉佐野駅以北は空港急行に、同駅以南は普通車に置き換えられたため本数は大幅に減少している。

#### 準急行
平日朝ラッシュ時の上りのみ運転されており、羽倉崎発が1本、春木発が1本設定されている。羽倉崎駅 - 堺駅間は各駅に停車する。
南海線では最も本数の少ない種別である。4扉車による6両編成で運転され、すべての列車が泉大津駅で区間急行または急行と接続し、浜寺公園駅で後続の空港急行（または特急）の通過待ちを行う。そのため、泉大津駅の3番線に停車する準急は存在しない。
構内アナウンスや車内放送では「準急行」と案内されるが、時刻表や案内板の表記は「準急」である。英語表記は「Semi Express」。
2005年11月26日以前は高石発難波行き、平日は下り列車である難波発高石行きもあった。2005年11月26日ダイヤ改正から2009年10月3日までは4本（羽倉崎駅から3本、春木駅から1本）、2009年10月3日から2019年4月5日までは3本（羽倉崎駅から2本、春木駅から1本）あった。2001年のダイヤ改正までは岸和田発難波行きもあった。

#### 普通（普通車）
終日、難波駅 - 和歌山市駅間（区間運転あり）と空港線直通の難波駅 - 関西空港駅間で運転されている。日中は和歌山市駅発着系統が1時間あたり4本運転される。ラッシュ時、夜間には関西空港駅や羽倉崎駅・樽井駅・みさき公園駅で折り返す列車もある。また早朝には泉佐野発和歌山市行き、泉佐野発関西空港行きと春木・高石（かつては浜寺公園発であった）・住ノ江発難波行きが、深夜には和歌山市発羽倉崎行きの列車も存在する。
4両または6両編成で運行されていて、6両編成で運用される列車は朝または夕方に一部の区間急行・空港急行運用に入るものが多いのに対し、4両編成は普通車限定運用である。なお、空港線内で完結する泉佐野発関西空港行きには8両編成も存在する。2007年8月から2024年12月までは南海本線と空港線の列車で2000系（2扉車、ズームカー）の運用も存在した。なお、繁忙期（正月三が日や岸和田だんじり祭・春木だんじり祭の開催日など）には通常の21m車での運用に変更されていた。2025年3月、泉佐野駅以南でのワンマン運転開始に伴い2024年12月ダイヤ改正では4両編成での運用が増えている。4両編成の運用は原則としてワンマン運転対応の8300系が使われるようになった。
下り列車では泉佐野駅発車後4本のうち2本が和歌山市駅まで先着している。日中の列車は堺駅・高石駅・岸和田駅・尾崎駅（毎時2本のみ）で特急と、堺駅・泉大津駅・泉佐野駅で空港急行と、それぞれ接続または待避を行う。ラッシュ時は貝塚駅、みさき公園駅（下りのみ）での接続や、岸里玉出駅（上りのみ）、粉浜駅 - 住ノ江駅間、浜寺公園駅で待避する列車も存在する。
駅の放送では、空港線関西空港駅の自動放送を除き「普通車」と案内されている。英語表記は高野線の各駅停車と同じく「Local」である。高野線の「各駅停車」と種別名称を区別しているのは、南海線用のホームのない今宮戎駅と萩ノ茶屋駅に停車しないためである。駅での停車駅の表示は難波発が「新今宮・天下茶屋 以遠各駅（難波駅の場合）」「天下茶屋 以遠各駅にとまります（新今宮駅の場合）」、難波行が「天下茶屋までの各駅・新今宮」となっている。かつては岸ノ里駅・玉出駅・粉浜駅も通過していて、現在の準急に近いような停車駅であった（当時は岸ノ里駅と玉出駅が統合されて岸里玉出駅となる前）。そして普通とは別に1970年11月22日まで難波駅 - 住吉公園駅（現在の住吉大社駅）間に運転されていた岸ノ里駅まで現在高野線専用の東側2線を経由し今宮戎駅・萩ノ茶屋駅および前記の普通が通過する岸ノ里駅・玉出駅・粉浜駅にも停車する「各駅停車」が存在した。
過去には昼間時間帯でも浜寺公園駅・高石駅で折り返す列車や、早朝のみだが住ノ江発の下り泉佐野行き（のちに関西空港行き）、深夜の和歌山市発泉佐野行き、難波発住ノ江行きも存在していた。また2005年11月のダイヤ改正までは関西空港発の普通は原則としてなかった。関西空港発の普通は2005年11月から2014年10月までは日中1時間に2本運転されていたが、2014年10月のダイヤ改正で日中の列車が、2017年1月と2019年4月のダイヤ改正で段階的に朝と夕方以降も空港急行に格上げされたため本数を減らしている。

### 年末年始
2024年度（2025年正月）は、難波駅 - 住ノ江駅間において約13分間隔で、午前2時台まで普通のみの延長運転が行われた。
2019年度以前は、元日早朝にかけて難波駅 - 住ノ江駅間が15分間隔、住ノ江駅 - 羽倉崎駅間が30分間隔で、普通のみの終夜運転が行われていた。関西国際空港開港後数年間は難波駅 - 関西空港駅間で終夜運転を行っていた時期があった。2020年度の大晦日は終夜運転を行わず、終電を深夜2時まで延長する予定であったが、その後大阪府内での新型コロナウイルス感染症の拡大に伴い中止となった。2021年度から2023年度にかけては大晦日から元日午前2時半頃にかけて難波駅 - 住ノ江駅間が15 - 20分間隔、住ノ江駅 - 高石駅間が30 - 40分間隔で、普通のみの延長運転が行われていた。
正月三が日は原則として土休日ダイヤで運転されるが、空港急行と区間急行が昼間時間帯に住吉大社駅に臨時停車する。そのため2 - 3分ほど運転時分がずれる。臨時列車は運転されないが普通車は2ドア車が運用から外れ4ドア車による代走となる。また、一部の列車では編成両数が変更される。
2004年度（2005年正月）までは急行と空港急行が停車し、2005年度（2006年正月）から2007年度（2008年正月）までは「ラピート」以外の全列車が停車していたが、2008年度（2009年正月）以降は再び特急「サザン」・自由席特急は通過となった。
関西国際空港開港以前は、昼間の急行（和歌山市行き・泉佐野または羽倉崎行き）・普通の本数が必ず6本となり、昼間のみ正月ダイヤを組んでいた経緯がある。また大晦日の深夜には住吉大社の参拝客のために住ノ江検車区への入庫回送列車を臨時の普通に仕立てて運転していた時期もあった。また、1998年の明石海峡大橋開通以前には、四国方面の帰省ラッシュ対策で急行が和歌山港駅まで臨時延長運転されたことや、臨時の自由席特急が運転される時期もあった。

### 過去の種別

#### 特急（自由席特急）
2012年3月31日まで、特急「サザン」「ラピート」とは別に、座席指定料金不要で乗車券のみで乗ることができる全車自由席の特急が設定されていた。停車駅パターンは「サザン」と同一であるが、全車自由席のため、「サザン」の愛称はなく、車両の種別表示幕では「特急」とのみ記載されていた。すべて6両編成で、通称「自由席特急」とも呼ばれている。英語表記は"Ltd. Express"である。
2005年11月のダイヤ改正前は朝のみ数本の運転であった。同改正で日中に運転されるようになったが、2009年10月のダイヤ改正以降は平日・土休日とも難波発14時15分、16時45分と和歌山市発13時、15時30分の2往復しか運転されておらず、残りはすべて一部座席指定特急「サザン」として運転されていた。難波駅 - 和歌山港駅間往復に必要な所要本数は6本で、「サザン」用編成は7本、うち1本が予備編成となっているが、フェリーとの連絡の都合上昼間に和歌山港駅で停泊する編成が1編成生じてしまう。自由席特急はこれを補完するために運転されていた。
1968年3月から1985年10月までの間は、新今宮駅・堺駅・岸和田駅の3駅のみ停車の速達性を重視した列車でさらには四国徳島港接続や、南紀（紀勢本線）直通といった長距離輸送の役割も担っていた（詳細は「歴史」の節を参照）。1968年3月以前の和歌山市駅発着の特急は泉佐野駅以北が現在の急行に近く、堺駅 - 泉佐野駅間は現在の急行停車駅から羽衣駅を除いたものと同じであったが、逆に泉佐野駅 - 和歌山市駅はノンストップであった。これは、1954年の登場時に市制を施行していた沿線の7市に1駅ずつ停車するパターンである。なお、末期の1966年には新今宮駅に停車するようになったが、同年に市制を施行した高石市の羽衣駅に停車することはなかった。2005年11月のダイヤ改正で昼間時間帯（土休日は一部時間帯をのぞく終日）において急行停車駅（羽衣駅・泉大津駅・貝塚駅）から和歌山市駅へ行く優等列車がなくなった。このため前述の3駅から和歌山市駅へ行くには岸和田駅かみさき公園駅での乗り継ぎが強いられている。
1968年3月に特急は四国連絡・南紀直通だけとなって泉大津駅・貝塚駅・泉佐野駅の3駅は通過となり、1973年に和歌山市駅発着の自由席特急が復活した後も、停車駅は当時の「四国号」と同じであった。その後の度重なる停車駅の追加により、現在では泉佐野駅を境に、北部は特急、南部はかつての急行の役割を担う性格の列車となっており、難波駅 - 和歌山市駅間で最も速い急行との所要時間差は3分程度でしかなくなっていた（一部自由席連結の「サザン」も同様である）。
2012年の7月2日から9月7日まで夏季の電力事情に対応するため、お盆期間（8月13日-15日）をのぞく平日の日中に特急「サザン」4本を自由席特急に変更して運行した。一時的であるが、同年3月に廃止されて以来約3か月ぶりに復活した。
なお、人身事故などでダイヤが大幅に乱れた場合や、サザン用編成に何らかの不備が発生した場合に「サザン」が臨時に自由席特急に差し替えられる場合がある。その場合は駅の放送や駅の案内表示も「特急」と案内される。

#### 準急行（赤準急）
1994年以前は現行の停車駅の準急（当時は難波駅 - 高石駅・岸和田駅間で運転）に加え、朝ラッシュ時や早朝・深夜を中心に樽井駅・みさき公園駅・和歌山市駅発着の準急もあった。1968年に列車系統が再編されるまでは日中にも和歌山市駅発着の準急が運転されていた。これは現在の区間急行の前身にあたり、停車駅も設定当初の区間急行と全く同じであった（天下茶屋駅は通過）。また、種別表示幕が赤で「準急」となっており、「赤準急」とも呼ばれた（ただし特急に使われている「赤色」よりはむしろ「朱色」に近い。停車駅案内表では急行と同じオレンジ）。なお、青で「準急」と表示されている現行の停車駅の準急は「青準急」と呼ばれていた。両者を区別する必要がなくなった現在でもこの青準急は、車内放送で「堺まで各駅停車の準急行」と案内されることがある。
1994年の空港線開通に伴う種別整理の際に、「青準急」との区別を明確にするため、羽倉崎発着の「─急行─」を統合した上で「区間急行」に名称を変更した。

#### 各駅停車
かつては「普通」とは別に、難波駅 - 住吉公園駅（現在の住吉大社駅）間に、現在は高野線専用となっている東線を走行し、今宮戎駅・萩ノ茶屋駅にも停車する「各駅停車」が運転されていた。一方、高野線の難波駅発着列車は、堺東折り返しの列車が「各駅停車」（ただし岸ノ里駅は配線上の都合で通過）として、それ以南に直通する列車が今宮戎駅・萩ノ茶屋駅を通過する「普通」として運転され、さらに汐見橋発の「各駅停車」も住吉東駅まで直通していた。その後、泉北高速鉄道の開業を控え、高野線の線路容量を確保するため、岸ノ里駅の高野線と連絡線との合流点上にホームが設けられ、高野線の「普通」を「各駅停車」に一本化したため、1970年11月23日の改正で廃止された。

## 使用車両
電車

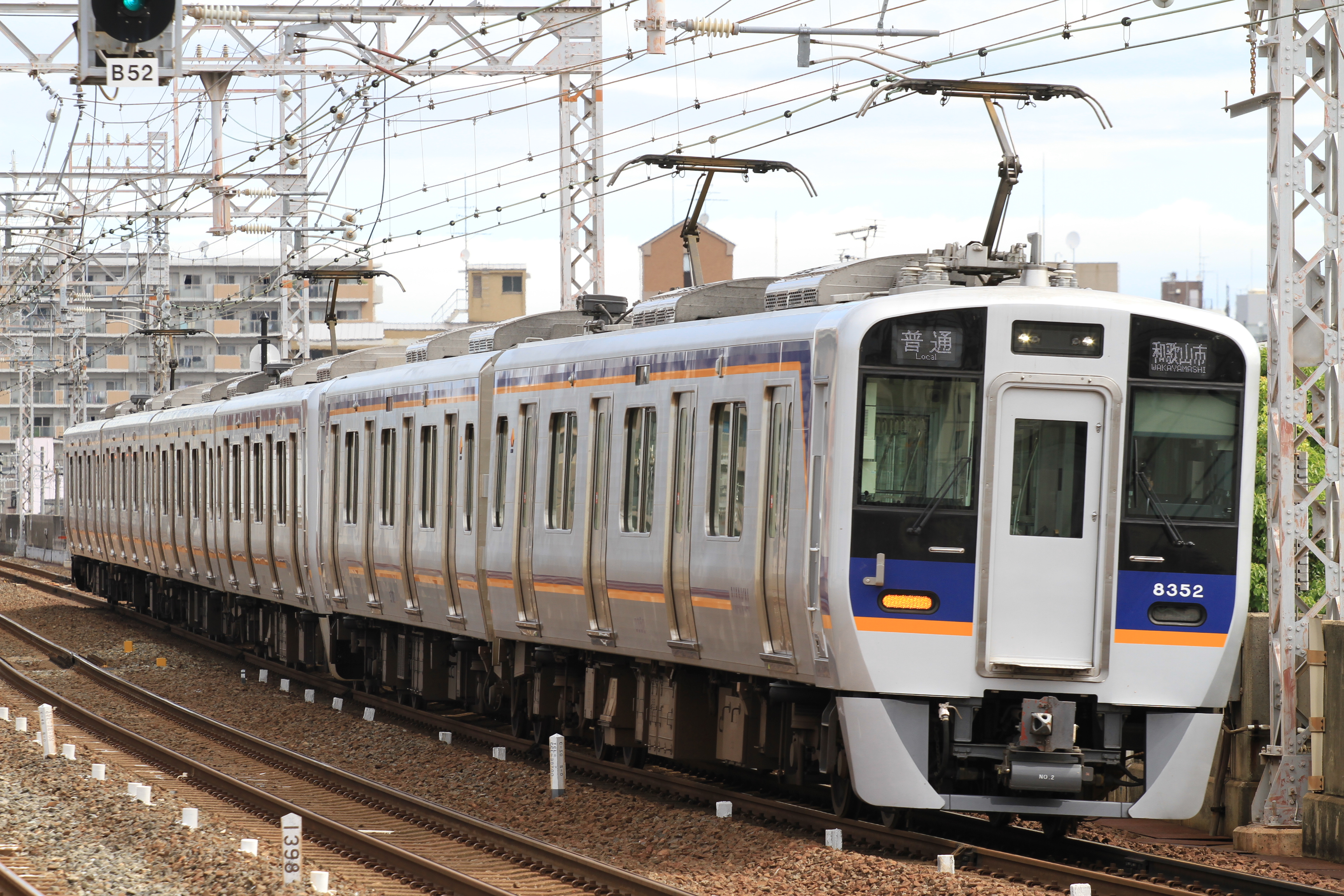
50000系（ラピート）
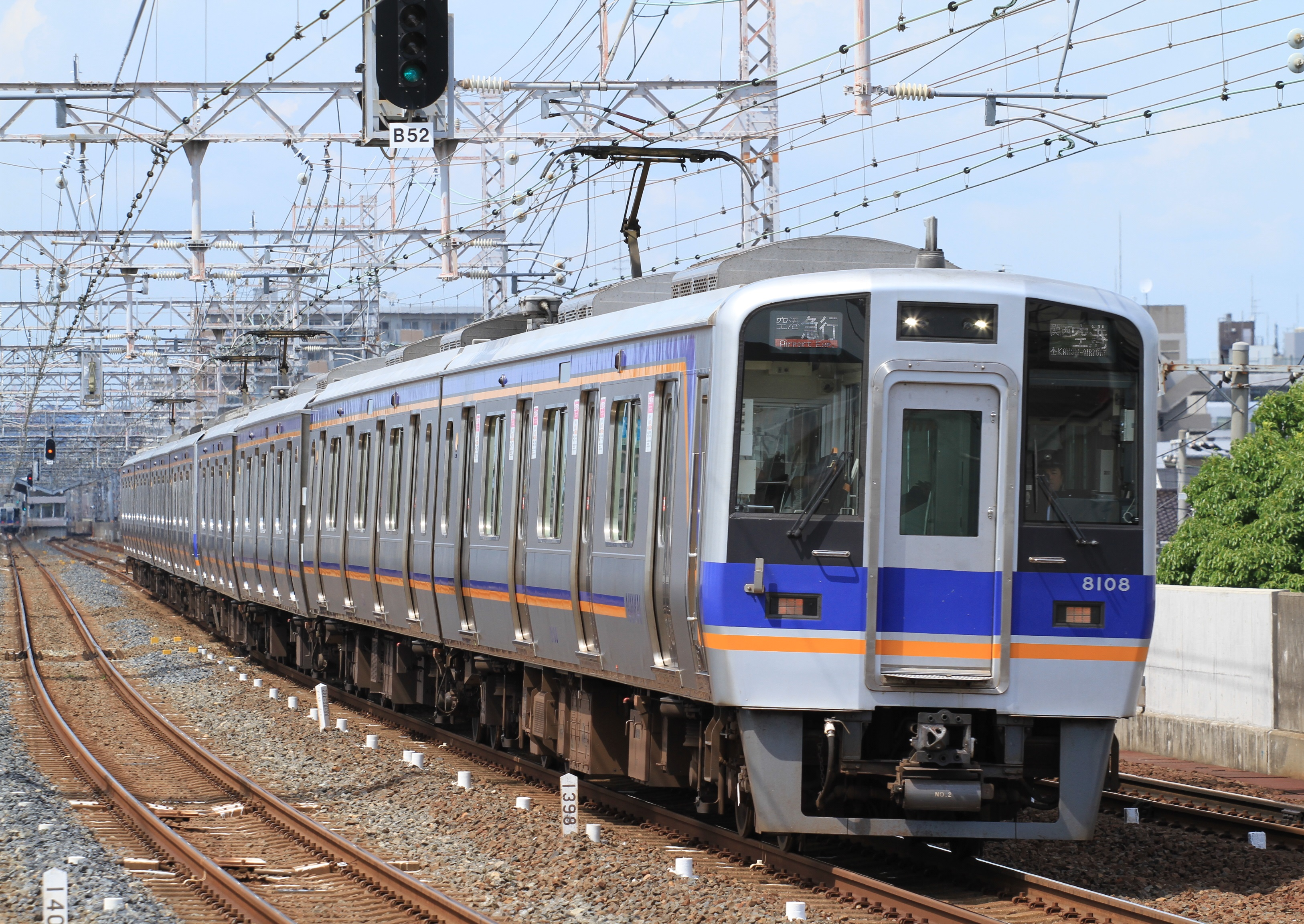
10000系（サザン）
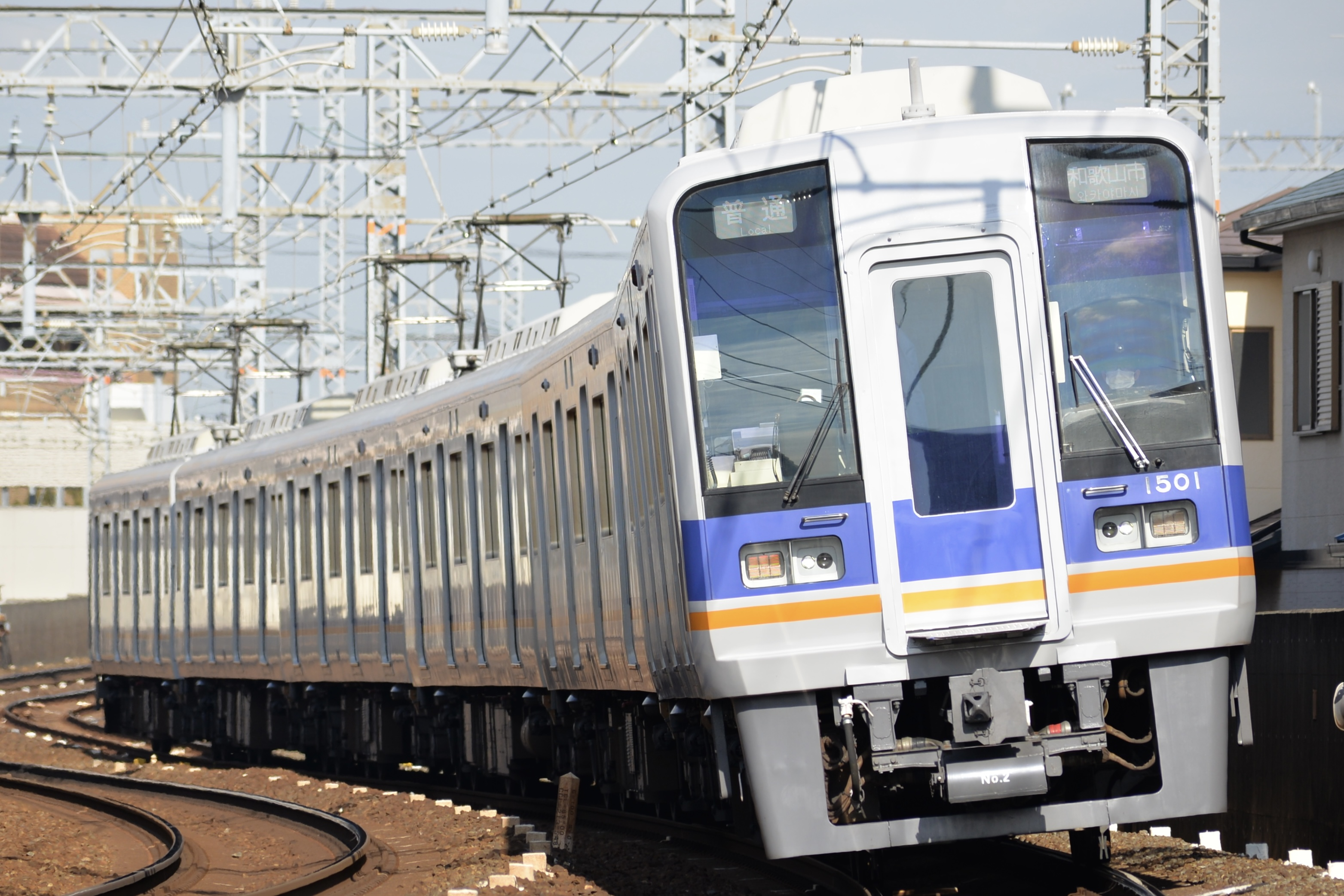
12000系（サザン）
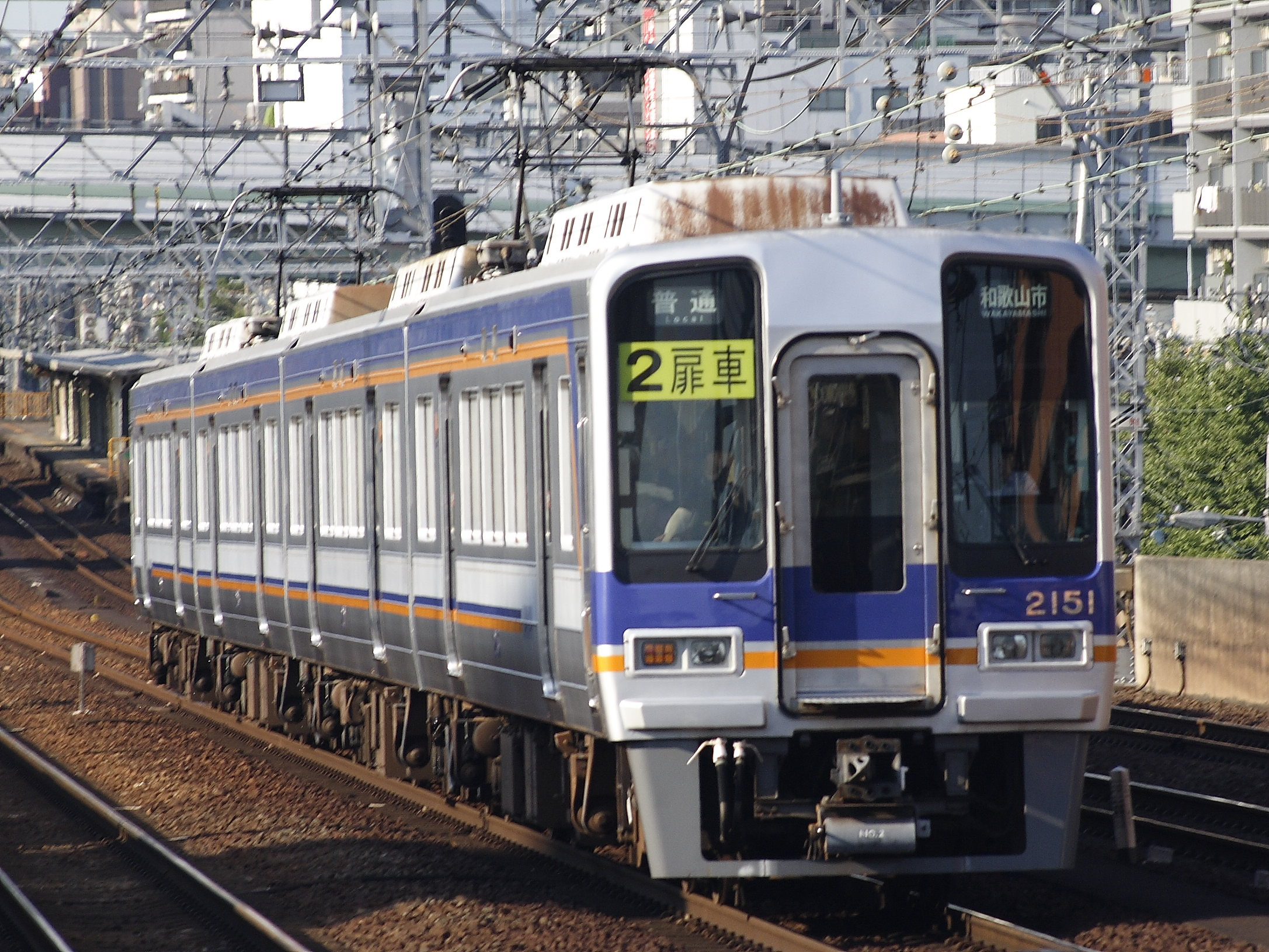
8300系
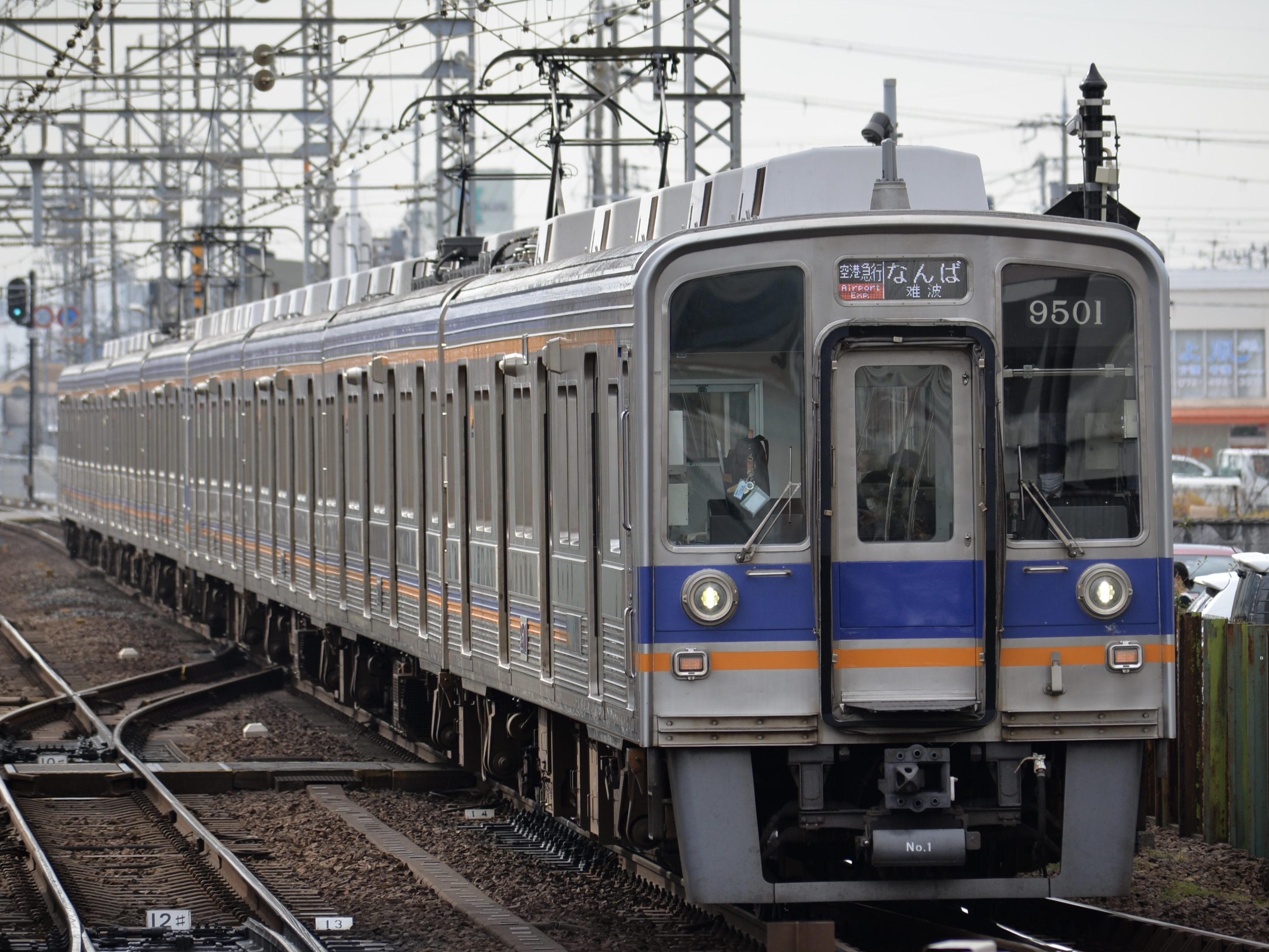
8000系（2代）
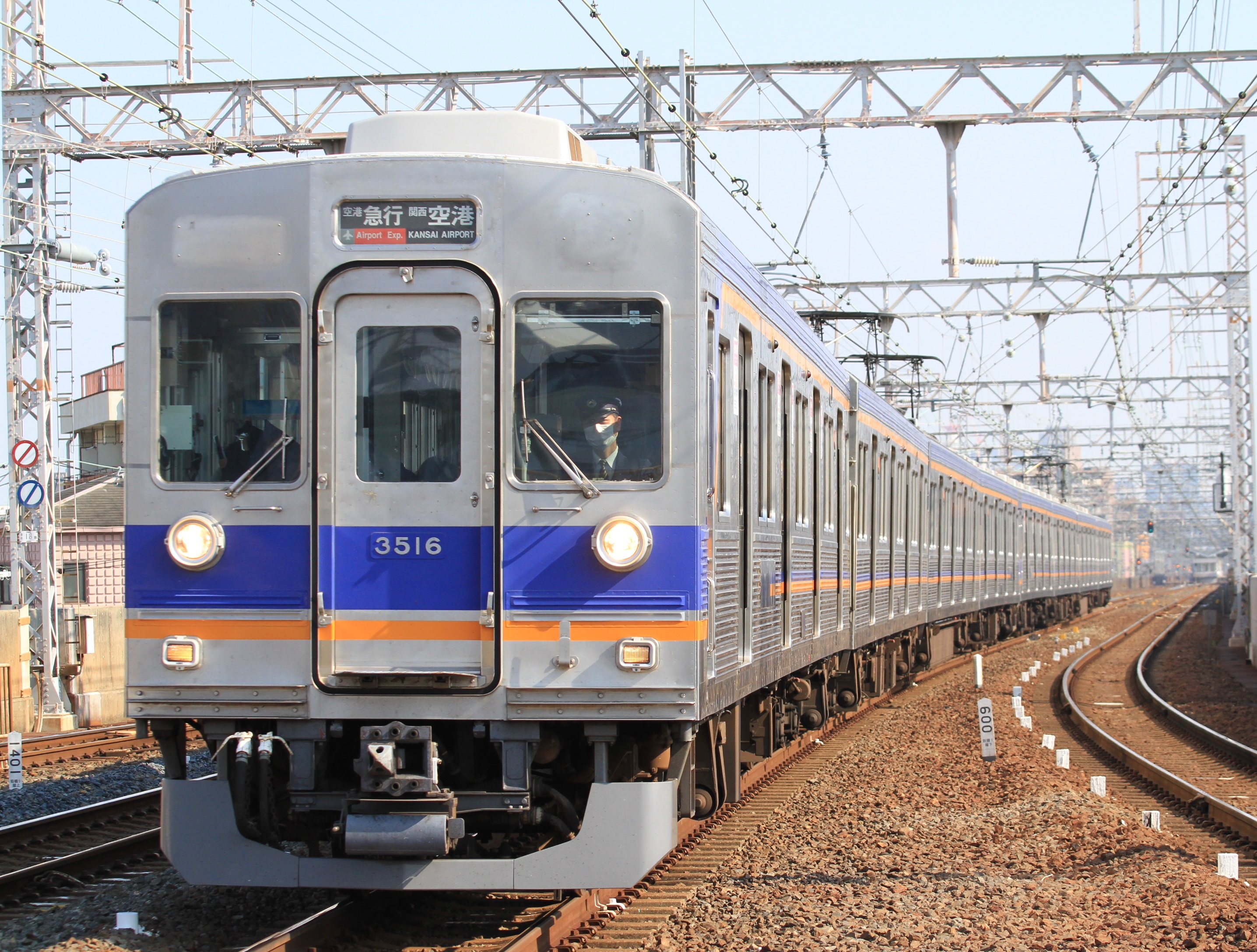
1000系（2代）
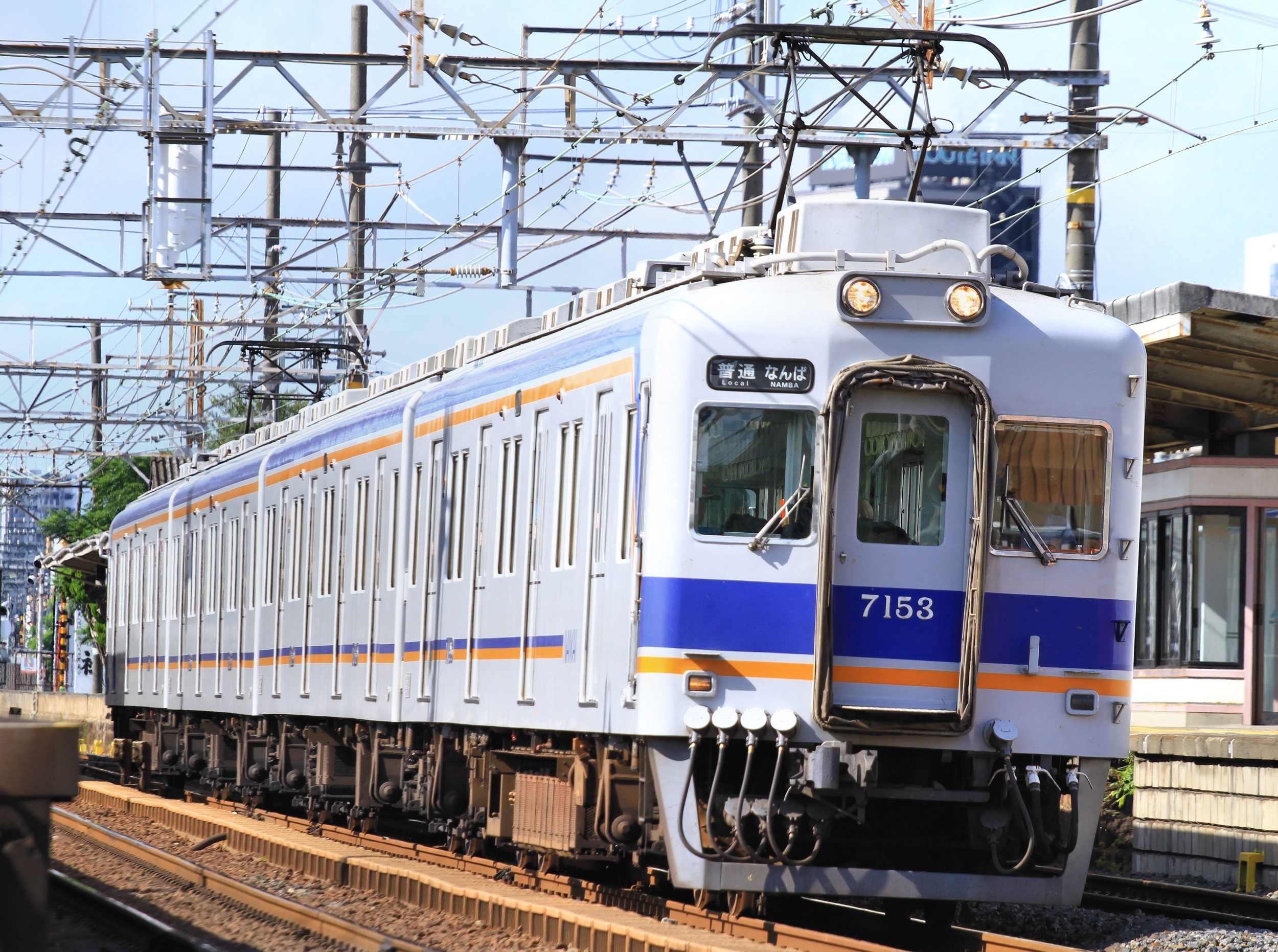
2000系（ズームカー）：支線用。南海本線普通車でも運用されていた。
- 9000系
- 3000系（元泉北線車）
- 7100系：一部は支線用

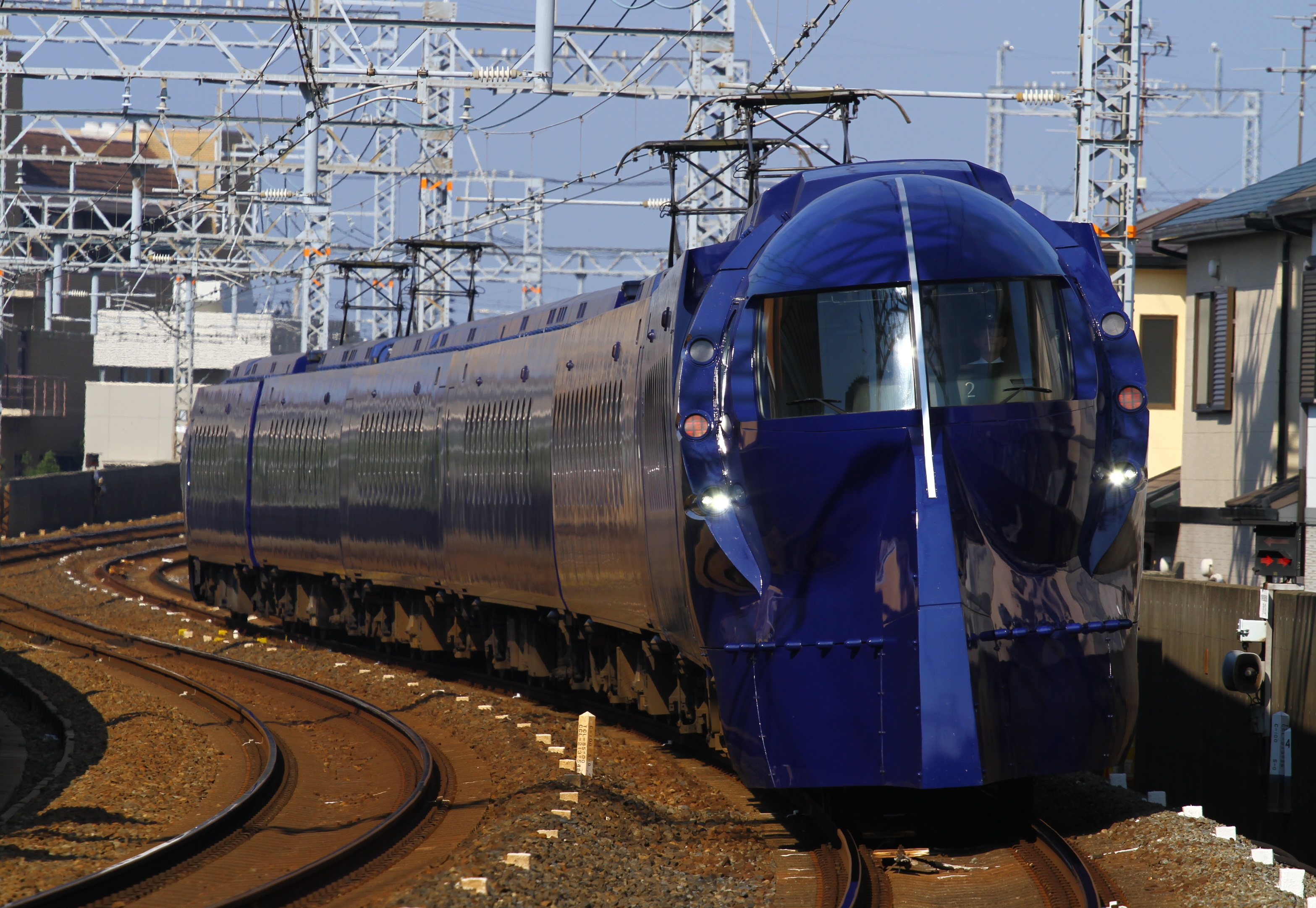
50000系（ラピート）
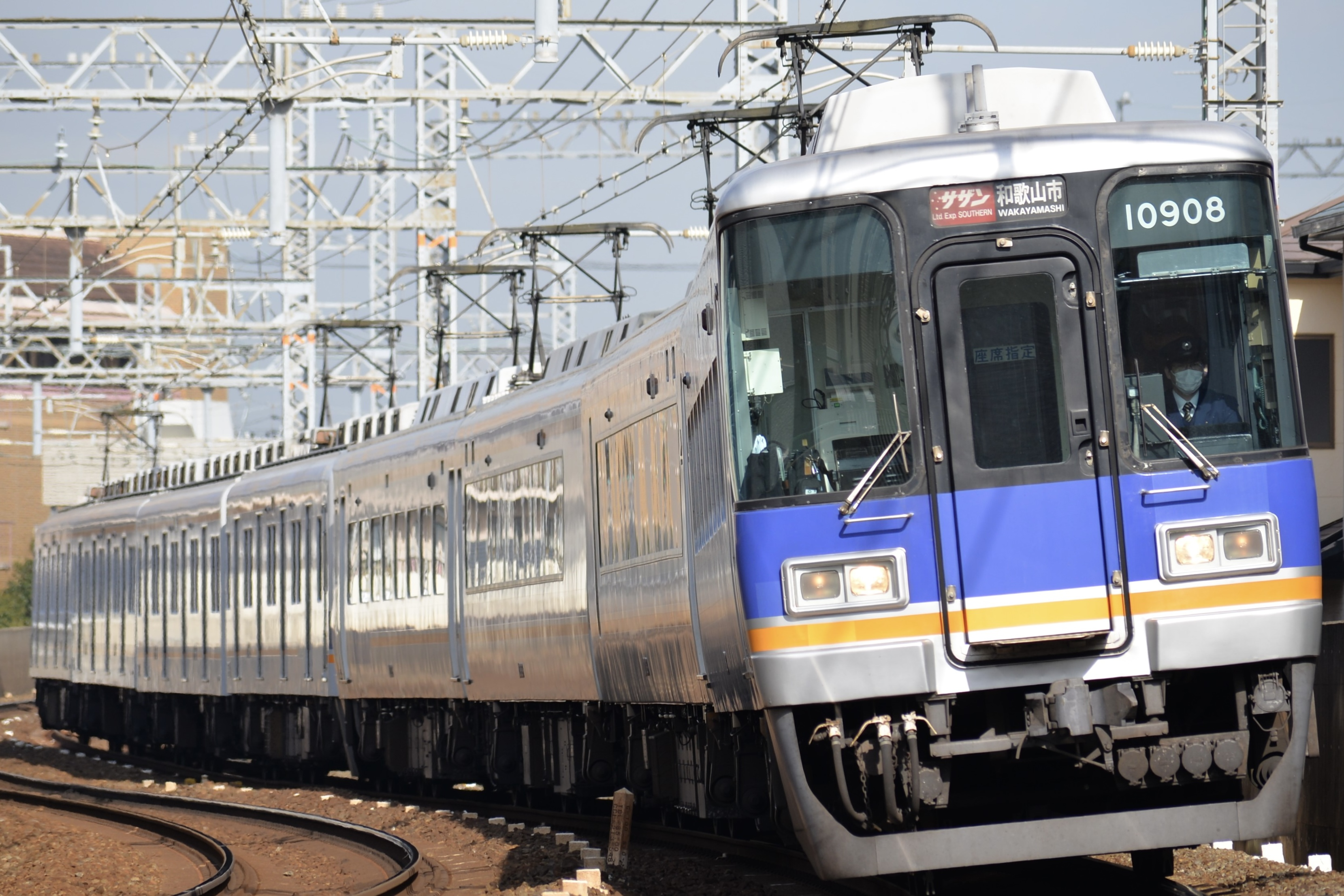
10000系（サザン）
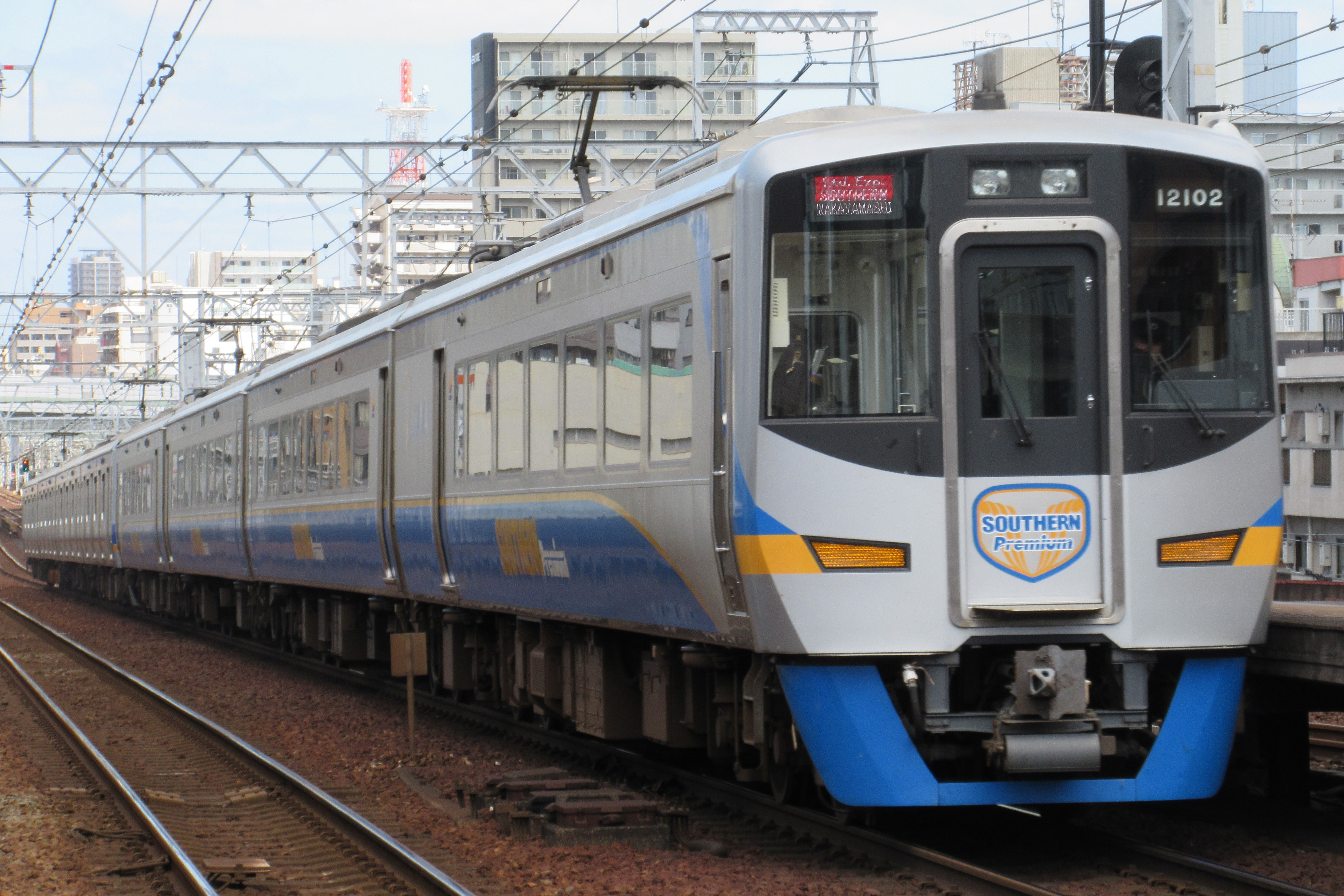
12000系（サザン）

- 8300系
- 8000系（2代）
- 1000系（2代）
- 2000系
- 9000系
- 3000系
- 7100系

### 過去の使用車両
電車
- 2200系（元ズームカー）：支線用
- 7000系
- 1000系（初代）
- 1521系・2051系
- 11001系・12001系
- モハ1551形
- モハ1501形
- 簡易半鋼車
- モハ2001形（電9系）
- 電7系

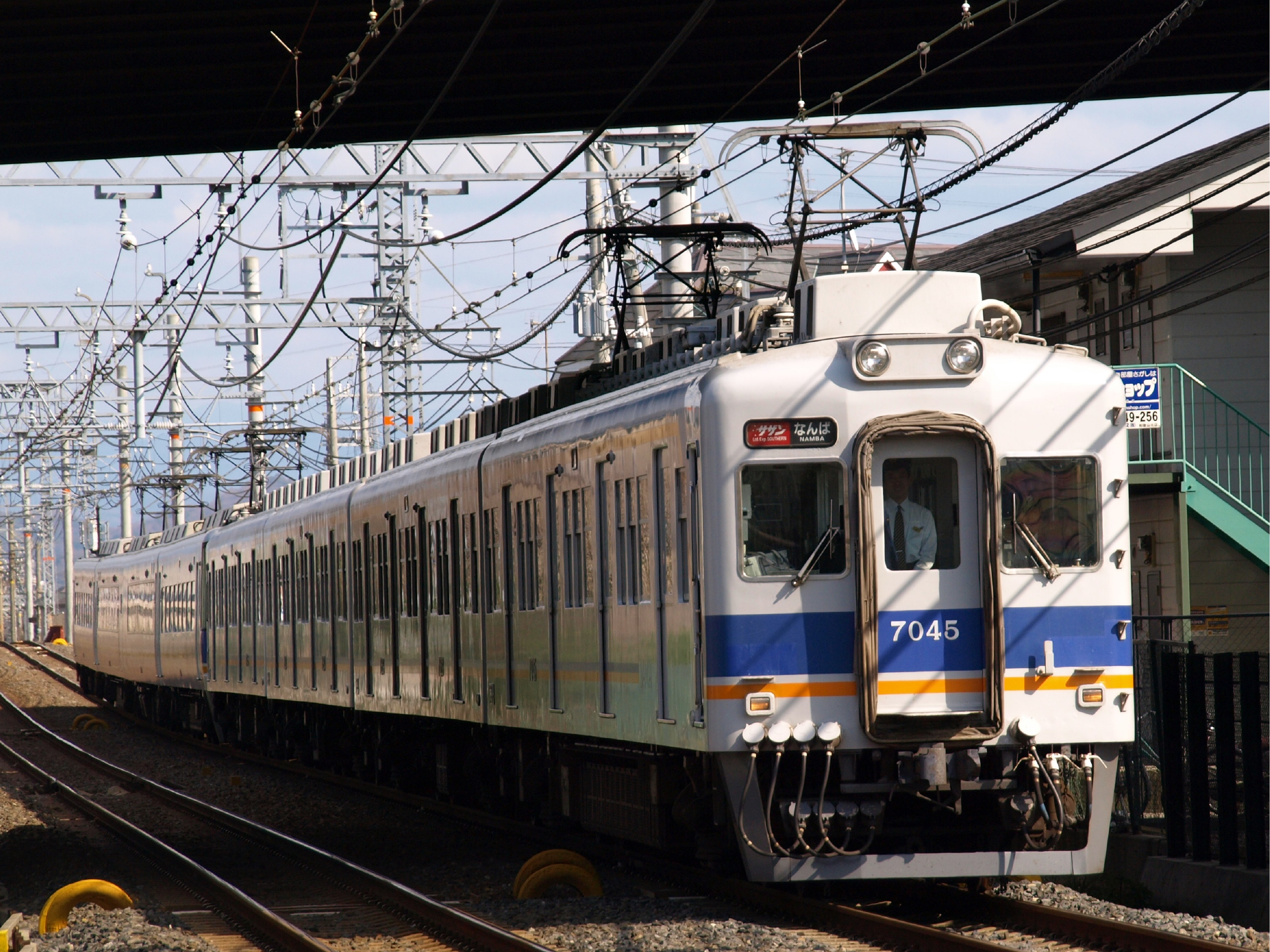
7000系

気動車
- キハ5501・5551形：紀勢本線直通列車用

客車
- サハ4801形：紀勢本線直通列車用

## 乗務員
乗務員は南海線列車区堺・泉佐野・和歌山の3エリアのいずれかに所属する。堺駅、泉佐野駅、和歌山市駅の構内もしくは至近に乗務拠点を持ち、基本的に4勤務1公休のシフトで勤務を循環している。
南海本線・空港線（全種別）、和歌山港線（特急・急行）は全エリアの乗務員が、支線は堺エリアが高師浜線、泉佐野エリアが多奈川線、和歌山エリアが加太線・和歌山港線（普通車）を担当している（専門系統運転士によるワンマン運転）。
全席指定の特急列車乗務員は、選抜された運転士および車掌が南海線列車区難波支区（当時、後年からは堺支区→堺エリア）に所属し、「特急系統」と呼ばれる専用乗務行路が与えられていた。近年、特急系統の車掌は「アバン」に所属する女性車掌が担当していたが、2020年代以降は段階的に乗務行路の内製化が実施され、2025年現在は全エリアにおいて支線運転士以外の乗務員全員が特急乗務を担当する。このため、「アバン」に所属する女性乗務員は特急「サザン」のパッセンジャー・アテンダント（旅客係）のみに縮小された。
なお、「特急系統」は1985年（昭和60年）11月1日のダイヤ改正による特急「サザン」運転開始からで、それまでは全乗務員が特急乗務を行っていた。ただし、同年3月14日のダイヤ改正で廃止された国鉄紀勢本線直通の気動車急行「きのくに」に至っては、当時の職場長の推薦によって選ばれた乗務員が、研修を受けた上で乗務していた。
- 普通車が優等列車の通過待ちおよび接続待ちを行う際、乗務員はホームに立ち先発列車の応援ならびに安全確認を行う。
- 終着駅到着後、車掌が降車側の扉を開ける。その後運転士は前後切り替えスイッチ等の切り換えを行い、切り換え完了後、乗車側の扉を開扉する。その後、降車側扉は車掌によって閉扉される。
- 運転士は指定された駅・番線において、乗降客確認のため後方監視を行う（任意で他の駅でも後方監視を行う場合がある）。
- 車掌は指定された駅・番線において、ホームに降り立って乗降監視・閉扉放送・扉扱いを行う。
- 始発駅では車掌がATSおよび前後切替スイッチ、列車無線等が定位であることを確認した後、電鈴鳴動確認を行う。
- 休憩中の喫煙は指定場所において専用の上着を着用したうえで行う。

## 歴史
難波駅 - 堺駅間は、1885年に難波駅 - 大和川駅（のちに廃止）間を開業した阪堺鉄道が開通させたもの、堺駅 - 和歌山市駅間は南海鉄道が開通させたものである。阪堺鉄道は1898年に南海鉄道に事業を譲渡した。
阪堺鉄道は、1883年に廃止された工部省釜石鉱山鉄道の車両やレールの払い下げを受けて建設されたため、開業当初は838mmという日本では特異な軌間の鉄道であった。
また鉄道国有化前は、1984年 - 1993年に順次廃止された天王寺支線（天下茶屋駅 - 天王寺駅）を用いて、大阪鉄道（初代） - 関西鉄道の保有する今の大阪環状線に乗り入れ、大阪駅 - 住吉駅間の直通運転を行っていたこともあった。
大和田建樹作詞の鉄道唱歌第五集で当路線が歌われている（和歌山北口駅 - 難波駅）。当時は民鉄が多かったが、鉄道唱歌に登場する路線で国有化されず民営のままなのは南海本線のみである。
1929年から1930年に当路線全線と並行して阪和電気鉄道が開通すると、南海鉄道との間で列車のスピードアップや割引切符による運賃のダンピングなど、激しい競争が繰りひろげられることになる。対抗のため、日本初の冷房電車（2001形を参照）を1936年から1937年まで走らせたりした。同社は1940年に南海へ合併して山手線となり、1944年には戦時買収によって国有化され、阪和線となった。
また1934年には、競合する阪和電気鉄道とともに「黒潮号」・「土曜列車」など紀勢西線（現在の紀勢本線）への直通運転も開始し、1940年から1951年の中断期を経て、1985年の紀勢本線における急行列車廃止に伴う「きのくに」消滅まで続けられた。末期の「きのくに」に使用されていた車両は自社所有の気動車（キハ5501形・キハ5551形）で、和歌山市駅から紀勢本線に乗り入れ（紀和駅にも停車）、和歌山駅で天王寺駅発着の「きのくに」と分割・併合を行っていた。なお、種別は紀勢本線直通の急行であったが南海本線内の停車駅は当時の特急と同じ新今宮駅（1966年12月1日より）・堺駅・岸和田駅の3駅に絞られていた（1968年9月30日までは客車列車に限り泉大津駅・貝塚駅・泉佐野駅にも停車）。旅客案内上は誤乗車を避けるため南海線内においては「特急」と案内されていた。
2005年11月のダイヤ改正以降の運行本数は日中・土日においては関西空港開業直後のダイヤと比べて約2割削減されている（基本・優等列車9本→8本、普通6本→4本）。

### 年表
- 1885年（明治18年）12月29日[注釈 4]：阪堺鉄道 難波駅 - 大和川駅間が開業。軌間838mm。
- 1888年（明治21年）5月15日：阪堺鉄道 大和川駅 - 堺駅（吾妻橋）間が開業。大和川駅が廃止。
- 1892年（明治25年）12月29日：阪堺鉄道 難波駅 - 住吉駅間が複線化[21]。
- 1897年（明治30年）
  - 10月1日：南海鉄道 堺駅 - 佐野駅（現在の泉佐野駅）間が開業。
  - 11月9日：南海鉄道 佐野駅 - 尾崎駅間が開業。
  - 12月15日：阪堺鉄道 難波駅 - 堺駅間が1067mm軌間に改軌。住吉駅 - 堺駅間が複線化[21]。難波駅 - 尾崎駅間で直通運転開始。
- 1898年（明治31年）
  - 10月1日：阪堺鉄道が南海鉄道に事業を譲渡。
  - 10月22日：尾崎駅 - 和歌山北口駅間が開業。
- 1899年（明治32年）4月1日：住吉駅 - 堺駅間に大和川駅（2代目）が開業。
- 1901年（明治34年）
  - 4月13日：葛葉駅（現在の高石駅）が開業[注釈 5]。
  - 10月5日：天下茶屋駅 - 住吉駅間が3線化。
- 1903年（明治36年）
  - 2月25日：難波駅 - 天下茶屋駅間に（仮）博覧会門前駅が開業[22]。8月31日まで営業。第5回内国勧業博覧会開催のため。
  - 3月21日：紀ノ川橋梁が開通し紀ノ川駅 - 和歌山市駅間が開業、難波駅 - 和歌山市駅間が全通。和歌山北口駅が廃止。和歌山市駅 - 紀和連絡点および紀和鉄道和歌山駅（現在の紀和駅） - 南海連絡点の紀和連絡線が開業。
- 1906年（明治39年）
  - 8月15日：淡輪駅が開業。
  - 4月23日：急行「浪速号」「和歌号」が運転開始。蒸気列車内で食堂の経営を行う。現存する大手私鉄においては、珍しい試みであった。
- 1907年（明治40年）
  - 7月5日：堺駅 - 浜寺駅（現在の浜寺公園駅）間が複線化[21]。
  - 8月20日：浜寺駅を浜寺公園駅に改称。
  - 8月21日：難波駅 - 浜寺公園駅間が電化。住ノ江駅が開業。
  - 10月5日：恵美須駅（現在の今宮戎駅）が開業[23]。
  - 10月26日：玉出駅（現在の岸里玉出駅）が開業[23]。
  - 11月11日：堺 - 湊間に大浜駅が開業（廃止日不明）[注釈 6]。
  - 12月20日：萩ノ茶屋駅・北浜寺駅（現在の諏訪ノ森駅）開業[24]。
- 1908年（明治41年）12月1日：大浜駅を芦原駅に、北浜寺駅を諏訪ノ森駅に改称[25]。
- 1910年（明治43年）：（臨）孝子駅が開業[26]。
- 1911年（明治44年）
  - 4月15日：浜寺公園駅 - 葛葉駅（現在の高石駅）間が電化・複線化[27][21]。
  - 5月17日：葛葉駅 - 大津駅（現在の泉大津駅）間が複線化[21]。
  - 7月1日：葛葉駅 - 大津駅間が電化[27]。
  - 8月31日：大津駅 - 貝塚駅間が複線化[21]。
  - 9月1日：大津駅 - 貝塚駅間が電化[27]。
  - 10月16日：貝塚駅 - 佐野駅（現在の泉佐野駅）間が複線化[21]。
  - 11月21日：貝塚駅 - 和歌山市駅間が電化。全線電化完成[27]。
- 1912年（明治45年）
  - 2月17日：住吉公園駅（現在の住吉大社駅）が開業[注釈 7]。
  - 3月1日：羽衣駅・高師ノ浜駅が開業。
  - 7月20日：芦原駅を大浜駅に改称[23]。
- 1912年（大正元年）12月20日：龍神駅が開業[注釈 8]。
- 1913年（大正2年）7月25日：岸ノ里駅（現在の岸里玉出駅）が開業。
- 1914年（大正3年）
  - 4月1日：蛸地蔵駅が開業。
  - 10月18日：春木駅が開業。
  - 12月10日：助松駅（現在の松ノ浜駅）が開業。
- 1915年（大正4年）
  - 4月11日：深日駅 - 孝子駅間が複線化[21]。孝子駅が常設駅として開業。
  - 7月1日：恵美須駅を今宮戎駅に改称[28]。
  - 10月1日：吉見ノ里駅が開業。
  - 11月1日：岡田浦駅が開業。
- 1916年（大正5年）
  - 5月15日：鶴原駅が開業。
  - 12月15日：住ノ江駅が廃止。大浜駅の旅客営業が廃止[29]。
- 1917年（大正6年）
  - 4月21日：住吉駅が廃止、粉浜駅が開業、大和川駅を移転し七道駅に改称[30]。
  - 11月1日：佐野駅 - 吉見ノ里駅間が複線化[21]。
- 1918年（大正7年）
  - 6月1日：吉見ノ里駅 - 尾崎駅間が複線化[21]。
  - 10月2日：羽衣駅 - 葛葉駅間の高師ノ浜駅が廃止。
  - 12月27日：尾崎駅 - 箱作駅間が複線化[21]。
- 1919年（大正8年）
  - 3月1日：鳥取ノ荘駅が開業。
  - 6月1日：石津川駅が開業。
  - 8月16日：箱作駅 - 淡輪駅間が複線化[21]。
  - 9月8日：淡輪駅 - 深日駅間が複線化[21]。
- 1922年（大正11年）
  - 9月9日：紀ノ川駅 - 和歌山市駅間が複線化[21]
  - 12月2日：孝子駅 - 紀ノ川駅間が複線化[21]され、全線複線化完成。
- 1924年（大正13年）7月26日：電7系による特等車・喫茶室連結の電車急行列車が運転開始。
- 1925年（大正14年）
  - 3月15日：岸ノ里駅に高野線との東連絡線が開設。高野線の列車が難波駅乗り入れ開始。
  - 7月11日：忠岡駅開業。
- 1926年（大正15年）12月3日：天下茶屋駅 - 粉浜駅間が複々線化。岸ノ里駅東連絡線が複線化。西連絡線が開設。
- 1928年（昭和3年）2月5日：住ノ江駅が再開業[23]。
- 1929年（昭和4年）11月：高野線の全列車が難波駅発着になる。
- 1931年（昭和6年）12月19日：粉浜駅 - 住吉公園駅（現在の住吉大社駅）間が複々線化。
- 1934年（昭和9年）
  - 9月21日：室戸台風接近に伴う強風で、堺駅 - 七道駅間に停車中の電車一両が転覆[31]。
  - 11月17日：国鉄紀勢西線（現在の紀勢本線）との直通列車「黒潮号」を運転開始[32]。
- 1935年（昭和10年）6月30日 - 集中豪雨により大津川に架かる鉄橋の中央部が流失[33]。
- 1937年（昭和12年）
  - 4月10日：和泉大宮駅が開業。
  - 11月1日：難波駅 - 天下茶屋駅間が高架化。複々線化完成は翌年。
  - 12月1日：「黒潮号」を廃止。しかし直通運転自体は継続[32]。
- 1938年（昭和13年）
  - 7月23日：南淡輪駅（現在のみさき公園駅）が開業。
  - 9月10日：難波駅 - 天下茶屋駅間が高架複々線化。新設の西側2線は住ノ江駅以南発着の列車が使用し、既設の東側2線は住吉公園行き各駅停車と高野線の列車が使用。
  - 10月1日：二色浜駅が開業。
- 1940年（昭和15年）8月8日：この年12月の阪和電気鉄道合併を控えて、一元化のため国鉄紀勢西線との直通列車を全廃[34]。
- 1941年（昭和16年）8月1日：葛葉駅を高石町駅に改称。
- 1942年（昭和17年）
  - 2月1日：羽倉崎駅が開業。
  - 7月1日：大津駅を泉大津駅に改称。
- 1944年（昭和19年）6月1日：会社合併により近畿日本鉄道の路線となる。深日駅の旅客営業廃止。
- 1945年（昭和20年）
  - 6月11日：南淡輪駅 - 孝子駅間の深日駅が休止。
  - 7月10日：堺駅の旅客営業廃止。
- 1947年（昭和22年）6月1日：近畿日本鉄道から分離、南海電気鉄道に譲渡。
- 1948年（昭和23年）4月1日：佐野駅を泉佐野駅に改称。
- 1951年（昭和26年）4月6日：国鉄紀勢西線との直通運転再開。
- 1952年（昭和27年）4月1日：井原里駅が開業。
- 1955年（昭和30年）4月21日：堺駅 - 湊駅間の龍神駅廃止のうえ堺駅に統合、堺駅の旅客営業再開。
- 1957年（昭和32年）
  - 1月1日：南淡輪駅をみさき公園駅に改称。
  - 12月28日：北助松駅が開業。
- 1958年（昭和33年）4月1日：深日駅を正式に廃止。
- 1960年（昭和35年）12月15日：助松駅を松ノ浜駅に改称。
- 1966年（昭和41年）12月1日：新今宮駅が開業[注釈 9]。高石町駅を高石駅に改称。
- 1967年（昭和42年）
  - 4月1日：樽井駅 - 尾崎駅間の踏切で立ち往生していた大型トラックに和歌山市行き急行が衝突し、男里川橋梁から電車が転落、5名死亡。事故編成の運転士が事故直前まで、自分の息子を運転室内に入れていたことが発覚し、問題化（男里川橋梁列車脱線転落事故）。
  - 7月24日：箱作駅構内で入れ換え中の貨物列車に、和歌山市行き急行列車が衝突（箱作駅構内列車衝突事故）。124名重軽傷。
- 1968年（昭和43年）
  - 1月18日：天下茶屋駅構内で春木発難波行き急行が信号冒進し正面衝突、296名負傷（天下茶屋駅列車衝突事故）。相次ぐ事故で、激しい非難を浴びる。
  - 4月1日：全線にATSを設置し、供用開始[35]。
- 1970年（昭和45年）11月23日：泉北高速鉄道の開業を前に、岸ノ里駅に高野線（難波駅直通列車用）ホームが設置されたことに伴い、高野線の運行系統を大幅に変更。南海本線は、難波駅 - 住吉公園駅間の各駅停車（東線各駅停車）を廃止し、難波駅 - 岸ノ里駅間では、全列車が西線を運転するようになる。各駅に停車する列車は普通（今宮戎駅・萩ノ茶屋駅通過）に一本化。
- 1973年（昭和48年）10月10日：架線電圧を600Vから1500Vに昇圧。
- 1977年（昭和52年）4月10日：玉出駅 - 住ノ江駅（大和川北岸）間外側2線高架化。
- 1979年（昭和54年）5月9日：住吉公園駅を住吉大社駅に改称。
- 1980年（昭和55年）
  - 6月15日：玉出駅 - 住ノ江駅（大和川北岸）間の高架複々線化が完成[36]。
  - 9月1日：PTCを導入[36]。
  - 11月21日：難波駅改良工事完成（23日[36]）に伴い、起点を0.2km和歌山市駅寄りに変更。
- 1985年（昭和60年）
  - 3月14日：急行「きのくに」を最後に、国鉄紀勢本線との直通運転を廃止。
  - 5月7日：七道駅（大和川南岸） - 石津川駅間の高架化完成。
  - 11月1日：特急「サザン」が運転開始（指定席用の車両として10000系を新製投入）[37]。
- 1989年（平成元年）11月12日：最高速度を105km/hから110km/hに向上[38][39]。8両編成の運転開始（特急「サザン」10本・急行9本）[39][40]。
- 1992年（平成4年）7月1日：1000系（2代目）運転開始。
- 1993年（平成5年）
  - 4月18日：萩ノ茶屋駅 - 岸里玉出駅間の西側2線高架化[41]。岸ノ里駅と玉出駅が統合し岸里玉出駅になる[41]。全線通しの急行と普通車を毎時3本ずつに増発した反面、昼間の普通車を毎時6本から毎時5本に減便。多奈川線直通の急行「淡路号」が廃止[42]。
  - 12月25日：羽倉崎検車区内で、回送列車が車止めを突破し道路を横切った上、向かいの店舗に衝突する脱線事故。検車係員のわき見とスピード超過が原因。
- 1994年（平成6年）
  - 6月18日：空港線の暫定開業で空港急行が運転開始。
  - 6月27日：泉佐野駅 - 羽倉崎駅間にある南海本線と空港線の分岐付近で、みさき公園発難波行きの普通車が脱線。ポイント手動切替の作業ミスが原因。
  - 7月6日：和泉大宮駅 - 蛸地蔵駅間の高架化完成。
  - 9月4日：関西国際空港が開港。50000系による特急「ラピート」が運転開始。途中無停車のラピートαと主要駅停車のラピートβを設定。みさき公園駅が特急の停車駅になる。泉佐野駅以南各駅停車の準急行と羽倉崎駅折り返しでかつ春木駅に停車する急行を区間急行に種別変更。昼間の普通車を毎時6本に増発。
- 1995年（平成7年）
  - 3月14日：泉佐野駅から南側に0.8㎞の地点から羽倉崎駅間の上り線1.2㎞が高架化[43]。下り線は3月17日に高架化[43]。
  - 11月1日：萩ノ茶屋駅 - 岸里玉出駅間の高架化完成[44][45]。東側2線（高野線）を高架化[46]。
- 1996年（平成8年）10月26日：土曜・休日ダイヤを導入。天下茶屋駅が特急「ラピートβ」・空港急行・区間急行・準急行の停車駅になる[47]。
- 1999年（平成11年）7月19日：泉大津市内連続立体化工事に本格着工[48]
- 2000年（平成12年）7月8日：住ノ江検車区内で回送列車が脱線。電車が停止する前に運転士がATSを解除したり、ブレーキハンドルを抜き取るなど、基本動作を順守しなかった違反行為が発覚。
- 2001年（平成13年）3月24日：ダイヤ改正により、一部の「ラピートα」を除き天下茶屋駅が全列車停車駅となる。尾崎駅が特急停車駅になる。昼間の急行が毎時3本から毎時2本に、普通車が毎時6本から毎時5本にそれぞれ減便される。
- 2003年（平成15年）2月22日：ダイヤ改正により、新今宮駅・天下茶屋駅・泉佐野駅が全列車停車駅になる。平日朝の上り急行で女性専用車両導入[49]。
- 2005年（平成17年）11月27日：泉佐野駅付近高架化完成。以下の内容で白紙ダイヤ改正を実施。
  - 特急「ラピート」が平日朝下り3本以外はβに統一。
  - 昼間の和歌山市駅発着の特急が毎時2本に増発。特急「サザン」と全車自由席の特急がそれぞれ毎時1本となる。
  - 昼間の和歌山市駅発着の急行をみさき公園発着の区間急行に格下げし、昼間の急行が消滅。岸和田駅で特急「ラピートα」に接続するようになる。
  - 昼間の空港急行を毎時2本に減便。岸和田駅で特急「サザン」または全車自由席の特急に接続するようになる。
  - 昼間の普通車が毎時4本に減便。和歌山市駅発着が毎時2本、関西空港駅発着が毎時2本となる。
  - 土休日の「サザン」の全車座席指定での運転を終了。
  - 高石駅の高架化工事に伴い高石始発の準急が春木始発に変更。また、唯一の下り準急であった準急 高石行きが廃止。
- 2007年（平成19年）8月11日：7000系の老朽化に伴い普通車の一部に2扉車2000系を使用開始。
- 2008年（平成20年）
  - 3月26日：8000系（2代目）が営業運転を開始。
  - 6月7日：忠岡駅 - 北助松駅間の上り線高架化完成。
- 2009年（平成21年）10月2日：翌々日実施されたダイヤ変更に伴い、この日をもって「サザン」の全車両座席指定での運転を終了。
- 2011年（平成23年）9月1日：特急全車両禁煙化。特急「サザン」で12000系運転開始。
- 2012年（平成24年）
  - 4月1日：和歌山大学前駅が開業。自由席特急廃止。
  - 7月2日 - 9月7日：夏季の電力事情に対応するため、お盆期間（8月13日-15日）をのぞく平日の日中に通常8両で運行する空港急行4本について6両に減車して運行。また、通常8両で運行する特急「サザン」4本については全席自由席の特急に変更したうえで6両に減車して運行[20]。
  - 8月4日：忠岡駅 - 北助松駅間の下り線高架化完成、これに合わせて松ノ浜駅のキロ程が難波起点19.4 kmから19.5 kmに変更[50]。
- 2014年（平成26年）
  - 3月18日：和歌山大学前駅の近辺にイオンモール和歌山が開業したことに伴い、土休日昼間時間帯のみさき公園駅折り返しの区間急行の一部列車が和歌山市駅まで延長運転を実施。当初は5月6日までの予定であったが、乗降人員の増加を受けて10月12日まで継続された。
  - 10月18日：以下の内容でダイヤ変更を実施[51]。
    - 特急「ラピート」β（早朝の下り1本、夜の上り6本）をαに変更して所要時間を短縮。
    - 特急「サザン」の停車駅に和歌山大学前駅を追加。
    - 昼間時のみさき公園駅発着の区間急行を関西空港駅発着の空港急行に変更。岸和田駅の特急接続を廃止して所要時間を4分短縮。
    - 昼間時の関西空港駅発着の普通車を和歌山市駅発着に変更。これにより、みさき公園 - 和歌山市間で増発。
    - 関西空港発難波行最終普通車を空港急行の後に1本増発し、関西空港23:40発とする。泉佐野 - 難波間の上り終電を約9分繰り下げて、泉佐野23:49発とする。
    - 和歌山市発泉佐野行最終普通車を8分繰り下げて、和歌山市23:06発とする。泉佐野駅で関西空港発の難波行き最終普通車に接続。
- 2015年（平成27年）
  - 5月9日：難波駅周辺で発見された不発弾処理のため、難波駅 - 住ノ江駅間で一時運転見合わせ[52]。
  - 9月30日：7000系の定期運行が終了[53]。
  - 10月8日：8300系が営業運転を開始[54]。
- 2016年（平成28年）
  - 1月27日：浜寺公園駅の初代駅舎が高架化工事のため一旦使用終了[55]。2017年に移設、2018年からカフェなどに利用され、保存される[56]。
  - 5月14日：羽衣駅 - 高石駅間の下り線が高架化[57]。
- 2017年（平成29年）
  - 1月28日：以下の内容でダイヤ変更を実施[58]。
    - 混雑緩和策として空港急行を増発し、6両編成での運転が中心であるところ、8両編成での運転本数を倍増。
    - 早朝、5時台に下り空港急行を1本増発。土休日の特急「ラピート」を1往復増発し、始発の特急「ラピート」の発車時刻を繰り上げ。
    - 深夜、23時台の上り空港急行を2本増発。関西空港発最終列車の発車時刻を15分繰り下げて、関西空港23:55発とする。
    - 特急「ラピート」を1往復増発し、終発の特急「ラピート」の発車時刻を繰り下げ。
    - 関西空港発最終列車の発車時刻繰り下げに伴い、泉佐野 - 難波間の上り最終普通車を約16分繰り下げて、泉佐野0:05発とする。
    - 難波発和歌山市行最終列車を5分繰り下げて、平日・土曜・休日ダイヤともに難波23:35発の特急「サザン」に変更。
    - 24:08なんば発の区急 羽倉崎行きが-急行-泉佐野行きに変更。白線急行の定期列車が復活する。
    - 地下鉄御堂筋線との接続を図るため、難波発住ノ江行最終列車の発車時刻を5分繰り下げて、難波0:25発とする。

  - 10月22日：台風21号の影響で樽井駅 - 尾崎駅間の男里川橋梁の線路が陥没、通過した下り普通車の乗客が負傷、羽倉崎駅 - 和歌山市駅間が運転見合わせとなる[59][60]。
  - 10月23日：台風21号の影響で全線で始発から運転見合わせ。難波駅 - 樽井駅間は8時25分[60]、尾崎駅 - 和歌山市駅間は15時に運転再開[61]。
  - 11月1日：樽井駅 - 尾崎駅間が、損傷のなかった上り線の線路を使用し単線で復旧[62][63]。
  - 11月23日：樽井駅 - 尾崎駅間の下り線も復旧し、上下線で運転再開[64][65]。
- 2018年（平成30年）
  - 9月4日：台風21号の影響で運転見合わせ。尾崎駅で駅舎火災が発生し、翌5日から全列車通過となる[66]。
  - 9月11日：尾崎駅の営業を再開[67]。尾崎駅の待避線（1・4番線）が使用不能になったことに伴い、泉佐野 - 和歌山市間でダイヤ変更を実施。同駅で行われていた接続を上りは樽井駅の待避、下りは泉佐野駅の接続に変更。
- 2019年（令和元年）4月6日：ダイヤ改正を実施[68]。空港急行の増発及び8両編成化の実施。平日朝のラピートの増発。朝・夕ラッシュ時の普通列車の一部の6両編成化。尾崎駅の待避線（1・4番線）の使用が再開。
- 2021年（令和3年）5月22日：羽衣駅 - 高石駅間の上り線が高架化[8]。同日にダイヤ改正も行われ、特急「ラピート」の減便や一部列車の時間変更や最終列車の繰り上げを実施。難波発最終列車は普通住ノ江行きが消滅し、-急行-泉佐野行きとなる。
- 2022年（令和4年）5月22日：諏訪ノ森駅 - 羽衣駅間の上り線が仮線に切り替え、浜寺公園駅仮ホームの使用を開始し3番線は欠番となる。
- 2023年（令和5年）
  - 1月21日：石津川駅 - 諏訪ノ森駅間の上り線が仮線に切り替え、諏訪ノ森駅から上りホーム使用開始。
  - 2月11日：特急「ラピート」を3往復増発。
  - 10月21日：以下の内容でダイヤ修正を実施[69]。
    - 昼間時間帯の特急「ラピート」の運転本数を1時間に1本から2本へ増便し、コロナ禍前のダイヤに戻す。
    - 空港急行の一部列車を6両編成から8両編成へ増車。
    - 平日の和歌山市19:41発の急行なんば行きを和歌山港19:35発に変更し、運行区間を延長。
- 2024年（令和6年）12月21日：特急「ラピート」が日中αとβの交互運転になる[70]。支線を除く本線からの2扉車2000系の運用終了。
- 2025年（令和7年）3月22日：泉佐野駅 - 和歌山市駅間で8300系の4両編成を使用した一部の普通車においてワンマン運転を開始[71][72]。
- 2028年（令和10年）3月：石津川駅 - 羽衣駅間の高架化工事が完了する予定。

## 駅一覧
- 今宮戎駅・萩ノ茶屋駅には高野線の各駅停車のみが停車

凡例
●：全列車停車、▲：「ラピートβ」のみ停車、▼：春木駅停車の急行（─急行─・白線急行）が停車、◆：正月三が日の昼間時に臨時停車、｜：全列車通過、↑：通過（矢印の方向のみ運転）
| 駅番号       | 駅名                        | 駅間キロ     | 営業キロ     | 普通 | 準急行 | 区間急行 | 空港急行 | 急行 | 特急サザン | 特急ラピート | 接続路線・備考 | 所在地 | 所在地 | 所在地 | |
| ------------ | --------------------------- | ------------ | ------------ | --- | --- | --- | --- | --- | --- | --- | --- | --- | --- | --- | --- |
| NK01         | 難波駅                      | -            | 0.0          | ● | ● | ● | ● | ● | ● | ● | 大阪市高速電気軌道： 御堂筋線 (M20) ・ 千日前線 (S16) ・ 四つ橋線 (Y15)（難波駅） 近畿日本鉄道：A 難波線（大阪難波駅:A01） 阪神電気鉄道： 阪神なんば線（大阪難波駅:HS 41） 西日本旅客鉄道： 関西本線（大和路線）（JR難波駅:JR-Q17） | 大阪府 | 大阪市 | 中央区 | |
| NK02         | 今宮戎駅                    | 0.9          | 0.9          | ｜ | ↑ | ｜ | ｜ | ｜ | ｜ | ｜ | | 大阪府 | 大阪市 | 浪速区 | |
| NK03         | 新今宮駅                    | 0.5          | 1.4          | ● | ● | ● | ● | ● | ● | ● | 西日本旅客鉄道： 大阪環状線（JR-O19）・ 関西本線（大和路線）（JR-Q19） 大阪市高速電気軌道： 御堂筋線 (動物園前駅:M22)・ 堺筋線（動物園前駅:K19） 阪堺電気軌道：■ 阪堺線 (新今宮駅前停留場:HN52)                                     | 大阪府 | 大阪市 | 西成区 | |
| NK04         | 萩ノ茶屋駅                  | 0.6          | 2.0          | ｜ | ↑ | ｜ | ｜ | ｜ | ｜ | ｜ | | 大阪府 | 大阪市 | 西成区 | |
| NK05         | 天下茶屋駅                  | 1.0          | 3.0          | ● | ● | ● | ● | ● | ● | ● | 大阪市高速電気軌道： 堺筋線 (K20) | 大阪府 | 大阪市 | 西成区 | |
| NK06         | 岸里玉出駅                  | 0.9          | 3.9          | ● | ↑ | ｜ | ｜ | ｜ | ｜ | ｜ | 南海電気鉄道： 高野線・ 汐見橋線 | 大阪府 | 大阪市 | 西成区 | |
| NK07         | 粉浜駅                      | 1.2          | 5.1          | ● | ↑ | ｜ | ｜ | ｜ | ｜ | ｜ | | 大阪府 | 大阪市 | 住吉区 | |
| NK08         | 住吉大社駅                  | 0.6          | 5.7          | ● | ↑ | ◆ | ◆ | ｜ | ｜ | ｜ | 阪堺電気軌道：■ 阪堺線（住吉鳥居前停留場:HN12） | 大阪府 | 大阪市 | 住吉区 | |
| NK09         | 住ノ江駅                    | 1.0          | 6.7          | ● | ↑ | ｜ | ｜ | ｜ | ｜ | ｜ | | 大阪府 | 大阪市 | 住之江区 | |
| NK10         | 七道駅                      | 1.5          | 8.2          | ● | ↑ | ｜ | ｜ | ｜ | ｜ | ｜ | | 大阪府 | 堺市 | 堺区 | |
| NK11         | 堺駅                        | 1.6          | 9.8          | ● | ● | ● | ● | ● | ● | ▲ | | 大阪府 | 堺市 | 堺区 | |
| NK12         | 湊駅                        | 1.4          | 11.2         | ● | ● | ｜ | ｜ | ｜ | ｜ | ｜ | | 大阪府 | 堺市 | 堺区 | |
| NK13         | 石津川駅                    | 1.5          | 12.7         | ● | ● | ｜ | ｜ | ｜ | ｜ | ｜ | | 大阪府 | 堺市 | 西区 | |
| NK14         | 諏訪ノ森駅                  | 1.1          | 13.8         | ● | ● | ｜ | ｜ | ｜ | ｜ | ｜ | | 大阪府 | 堺市 | 西区 | |
| NK15         | 浜寺公園駅                  | 1.0          | 14.8         | ● | ● | ｜ | ｜ | ｜ | ｜ | ｜ | 阪堺電気軌道：■ 阪堺線（浜寺駅前停留場:HN31） | 大阪府 | 堺市 | 西区 | |
| NK16         | 羽衣駅                      | 0.8          | 15.6         | ● | ● | ● | ● | ● | ｜ | ｜ | 南海電気鉄道： 高師浜線 西日本旅客鉄道：■ 阪和線支線（羽衣線）（東羽衣駅） | 大阪府 | 高石市 | 高石市 | |
| NK17         | 高石駅                      | 1.7          | 17.3         | ● | ● | ｜ | ｜ | ｜ | ｜ | ｜ | | 大阪府 | 高石市 | 高石市 | |
| NK18         | 北助松駅                    | 1.2          | 18.5         | ● | ● | ｜ | ｜ | ｜ | ｜ | ｜ | | 大阪府 | 泉大津市 | 泉大津市 | |
| NK19         | 松ノ浜駅                    | 1.0          | 19.5         | ● | ● | ｜ | ｜ | ｜ | ｜ | ｜ | | 大阪府 | 泉大津市 | 泉大津市 | |
| NK20         | 泉大津駅                    | 0.9          | 20.4         | ● | ● | ● | ● | ● | ｜ | ｜ | | 大阪府 | 泉大津市 | 泉大津市 | |
| NK21         | 忠岡駅                      | 1.9          | 22.3         | ● | ● | ｜ | ｜ | ｜ | ｜ | ｜ | | 大阪府 | 泉北郡 忠岡町 | 泉北郡 忠岡町 | |
| NK22         | 春木駅                      | 1.4          | 23.7         | ● | ● | ● | ● | ▼ | ｜ | ｜ | | 大阪府 | 岸和田市 | 岸和田市 | |
| NK23         | 和泉大宮駅                  | 1.3          | 25.0         | ● | ● | ｜ | ｜ | ｜ | ｜ | ｜ | | 大阪府 | 岸和田市 | 岸和田市 | |
| NK24         | 岸和田駅                    | 1.0          | 26.0         | ● | ● | ● | ● | ● | ● | ▲ | | 大阪府 | 岸和田市 | 岸和田市 | |
| NK25         | 蛸地蔵駅                    | 0.9          | 26.9         | ● | ● | ｜ | ｜ | ｜ | ｜ | ｜ | | 大阪府 | 岸和田市 | 岸和田市 | |
| NK26         | 貝塚駅                      | 1.7          | 28.6         | ● | ● | ● | ● | ● | ｜ | ｜ | 水間鉄道：水間線 | 大阪府 | 貝塚市 | 貝塚市 | |
| NK27         | 二色浜駅                    | 1.8          | 30.4         | ● | ● | ｜ | ｜ | ｜ | ｜ | ｜ | | 大阪府 | 貝塚市 | 貝塚市 | |
| NK28         | 鶴原駅                      | 0.9          | 31.3         | ● | ● | ｜ | ｜ | ｜ | ｜ | ｜ | | 大阪府 | 泉佐野市 | 泉佐野市 | |
| NK29         | 井原里駅                    | 1.1          | 32.4         | ● | ● | ｜ | ｜ | ｜ | ｜ | ｜ | | 大阪府 | 泉佐野市 | 泉佐野市 | |
| NK30         | 泉佐野駅                    | 1.6          | 34.0         | ● | ● | ● | ● | ● | ● | ● | 南海電気鉄道： 空港線（一部直通運転：下記参照） | 大阪府 | 泉佐野市 | 泉佐野市 | |
| NK33         | 羽倉崎駅                    | 2.1          | 36.1         | ● | ● | ● | 空港線直通 | ｜ | ｜ | 空港線直通 | | 大阪府 | 泉佐野市 | 泉佐野市 | |
| NK34         | 吉見ノ里駅                  | 1.3          | 37.4         | ● | | ● | 空港線直通 | ｜ | ｜ | 空港線直通 | | 大阪府 | 泉南郡 田尻町 | 泉南郡 田尻町 | |
| NK35         | 岡田浦駅                    | 1.4          | 38.8         | ● | | ● | 空港線直通 | ｜ | ｜ | 空港線直通 | | 大阪府 | 泉南市 | 泉南市 | |
| NK36         | 樽井駅                      | 1.8          | 40.6         | ● | | ● | 空港線直通 | ｜ | ｜ | 空港線直通 | | 大阪府 | 泉南市 | 泉南市 | |
| NK37         | 尾崎駅                      | 2.5          | 43.1         | ● | | ● | 空港線直通 | ● | ● | 空港線直通 | | 大阪府 | 阪南市 | 阪南市 | |
| NK38         | 鳥取ノ荘駅                  | 1.5          | 44.6         | ● | | ● | | ｜ | ｜ | | | 大阪府 | 阪南市 | 阪南市 | |
| NK39         | 箱作駅                      | 2.0          | 46.6         | ● | | ● | | ｜ | ｜ | | | 大阪府 | 阪南市 | 阪南市 | |
| NK40         | 淡輪駅                      | 3.6          | 50.2         | ● | | ● | | ｜ | ｜ | | | 大阪府 | 泉南郡 岬町 | 泉南郡 岬町 | |
| NK41         | みさき公園駅                | 1.7          | 51.9         | ● | | ● | | ● | ● | | 南海電気鉄道： 多奈川線 | 大阪府 | 泉南郡 岬町 | 泉南郡 岬町 | |
| NK42         | 孝子駅                      | 4.4          | 56.3         | ● | | ● | | ｜ | ｜ | | | 大阪府 | 泉南郡 岬町 | 泉南郡 岬町 | |
| NK43         | 和歌山大学前駅 （ふじと台） | 1.7          | 58.0         | ● | | ● | | ● | ● | | | 和歌山県 和歌山市 | 和歌山県 和歌山市 | 和歌山県 和歌山市 | |
| NK44         | 紀ノ川駅                    | 3.6          | 61.6         | ● | | ● | | ｜ | ｜ | | 南海電気鉄道： 加太線 | 和歌山県 和歌山市 | 和歌山県 和歌山市 | 和歌山県 和歌山市 | |
| NK45         | 和歌山市駅                  | 2.6          | 64.2         | ● | | ● | | ● | ● | | 南海電気鉄道： 和歌山港線（一部直通運転：下記参照） 西日本旅客鉄道：■ 紀勢本線 | 和歌山県 和歌山市 | 和歌山県 和歌山市 | 和歌山県 和歌山市 | |
| 直通運転区間 | 直通運転区間                | 直通運転区間 | 直通運転区間 | 泉佐野駅から ○普通・空港急行・特急ラピート…空港線関西空港駅まで 和歌山市駅から ○急行・特急サザン…和歌山港線和歌山港駅まで（急行は平日のみ） | 泉佐野駅から ○普通・空港急行・特急ラピート…空港線関西空港駅まで 和歌山市駅から ○急行・特急サザン…和歌山港線和歌山港駅まで（急行は平日のみ） | 泉佐野駅から ○普通・空港急行・特急ラピート…空港線関西空港駅まで 和歌山市駅から ○急行・特急サザン…和歌山港線和歌山港駅まで（急行は平日のみ） | 泉佐野駅から ○普通・空港急行・特急ラピート…空港線関西空港駅まで 和歌山市駅から ○急行・特急サザン…和歌山港線和歌山港駅まで（急行は平日のみ） | 泉佐野駅から ○普通・空港急行・特急ラピート…空港線関西空港駅まで 和歌山市駅から ○急行・特急サザン…和歌山港線和歌山港駅まで（急行は平日のみ） | 泉佐野駅から ○普通・空港急行・特急ラピート…空港線関西空港駅まで 和歌山市駅から ○急行・特急サザン…和歌山港線和歌山港駅まで（急行は平日のみ） | 泉佐野駅から ○普通・空港急行・特急ラピート…空港線関西空港駅まで 和歌山市駅から ○急行・特急サザン…和歌山港線和歌山港駅まで（急行は平日のみ） | 泉佐野駅から ○普通・空港急行・特急ラピート…空港線関西空港駅まで 和歌山市駅から ○急行・特急サザン…和歌山港線和歌山港駅まで（急行は平日のみ）                                                                                         | 泉佐野駅から ○普通・空港急行・特急ラピート…空港線関西空港駅まで 和歌山市駅から ○急行・特急サザン…和歌山港線和歌山港駅まで（急行は平日のみ） | 泉佐野駅から ○普通・空港急行・特急ラピート…空港線関西空港駅まで 和歌山市駅から ○急行・特急サザン…和歌山港線和歌山港駅まで（急行は平日のみ） | 泉佐野駅から ○普通・空港急行・特急ラピート…空港線関西空港駅まで 和歌山市駅から ○急行・特急サザン…和歌山港線和歌山港駅まで（急行は平日のみ） | 泉佐野駅から ○普通・空港急行・特急ラピート…空港線関西空港駅まで 和歌山市駅から ○急行・特急サザン…和歌山港線和歌山港駅まで（急行は平日のみ） |

1. ↑  案内表示・駅名標などは、平仮名表記の「なんば駅」が多用されている。

### 廃駅
駅名は最終のもの。住吉駅・大和川駅は阪堺電気軌道、高師ノ浜駅は高師浜線の駅とは別の駅。
- 博覧会門前駅（今宮戎駅 - 新今宮駅間、1903年2月25日開業、1903年9月1日廃止）
- 玉出駅（岸里玉出駅 - 粉浜駅間、1907年10月26日開業、1993年4月18日廃止、岸ノ里駅に統合し岸里玉出駅に）
- 住吉駅（粉浜駅 - 住吉大社駅間、1885年12月29日開業、1917年4月21日廃止）
- 大和川駅（住ノ江駅 - 七道駅間、初代：1885年12月29日開業、1888年5月15日廃止、2代：1899年4月1日開業、1917年4月21日移転して七道駅に改称[30]）
- 龍神駅（堺駅 - 大浜駅間、1912年12月20日開業、1955年4月21日廃止、堺駅に統合）
- 大浜駅（龍神駅 - 湊駅間、1907年11月11日開業、廃止日不明）
- 高師ノ浜駅（羽衣駅 - 高石駅間、1912年3月1日開業、1918年10月2日廃止）
- 深日駅（みさき公園駅 - 孝子駅間、1898年10月22日開業、1955年6月11日休止、1958年廃止）

### 過去の接続路線
- 天下茶屋駅：南海天王寺支線 - 1984年11月18日まで
- 住吉大社駅：阪堺電気軌道上町線（住吉公園停留場） - 2016年1月30日まで
- 龍神駅（廃止駅）：南海大浜支線 - 1945年運休、1949年正式休止、1980年廃止
- 和歌山市駅：
  - 南海和歌山軌道線 - 1971年3月31日まで
  - 南海加太線（廃止区間）※ - 1950年不通、1953年正式休止、1955年廃止

※：路線自体は接続しなくなったものの、加太線の列車は紀ノ川駅から南海本線を経由して和歌山市駅に乗り入れるため、実質的には現在も接続している。